# Kühlschrank

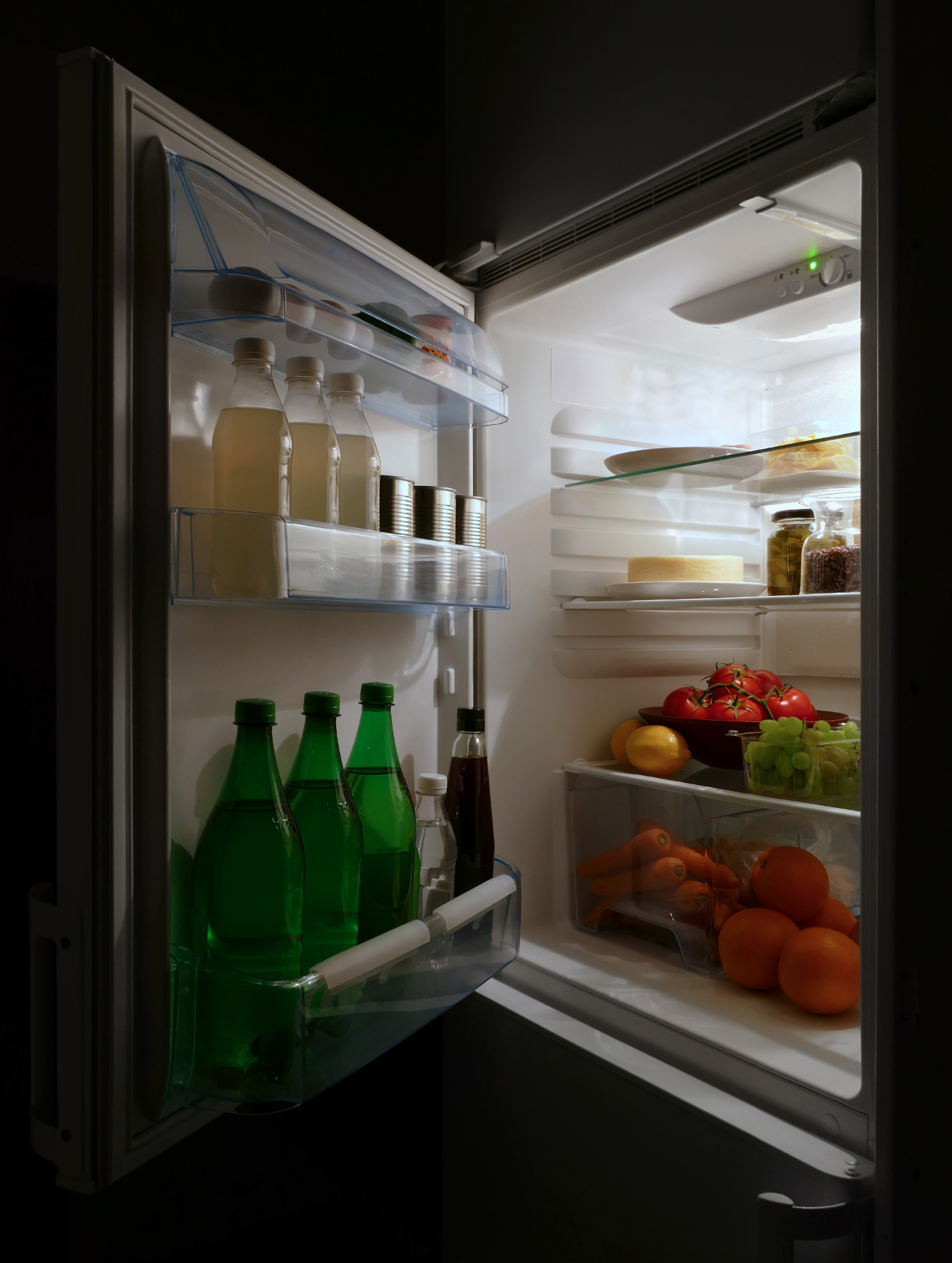
Blick in den Nutzraum eines Kühlschranks

Der Kühlschrank, österreichisch auch Eiskasten, ist ein schrankförmiges Gerät, das üblicherweise elektrisch, mitunter aber auch mit Brennstoffen betrieben wird und die Temperatur in seinem Inneren selbständig niedrig hält. Mittels eines häufig an der Rückseite befindlichen und per Thermostat geregelten Kühlaggregates wird das Kühlschrankinnere dadurch gekühlt, dass Wärme nach außen abgeführt wird. Ebenso existieren Kühlschränke auf der Basis von Verdunstungskühlung oder durch Nutzung niedriger Außentemperaturen.
Kühlschränke finden Verwendung für die Lagerung von Nahrungsmitteln, Medikamenten, Chemikalien usw. Durch die niedrigere Temperatur laufen chemische Reaktionen und biologische Prozesse langsamer ab, dadurch sind Lebensmittel und Medikamente länger haltbar.
Die typische Betriebstemperatur im Innern von Haushaltskühlschränken liegt zwischen 2 °C und 8 °C. Das Gehäuse des Kühlschrankes ist wärmegedämmt, um den Energieaufwand zur Erhaltung der Differenz zur Umgebungstemperatur niedrig zu halten. Kühlschränke gehören zu den meistverbreiteten und regelmäßig verwendeten Haushaltsgeräten und haben einen bedeutenden Anteil (teilweise mehr als ein Zehntel) am Haushaltsstromverbrauch.

## Geschichte

### Rein physikalische Kühlverfahren

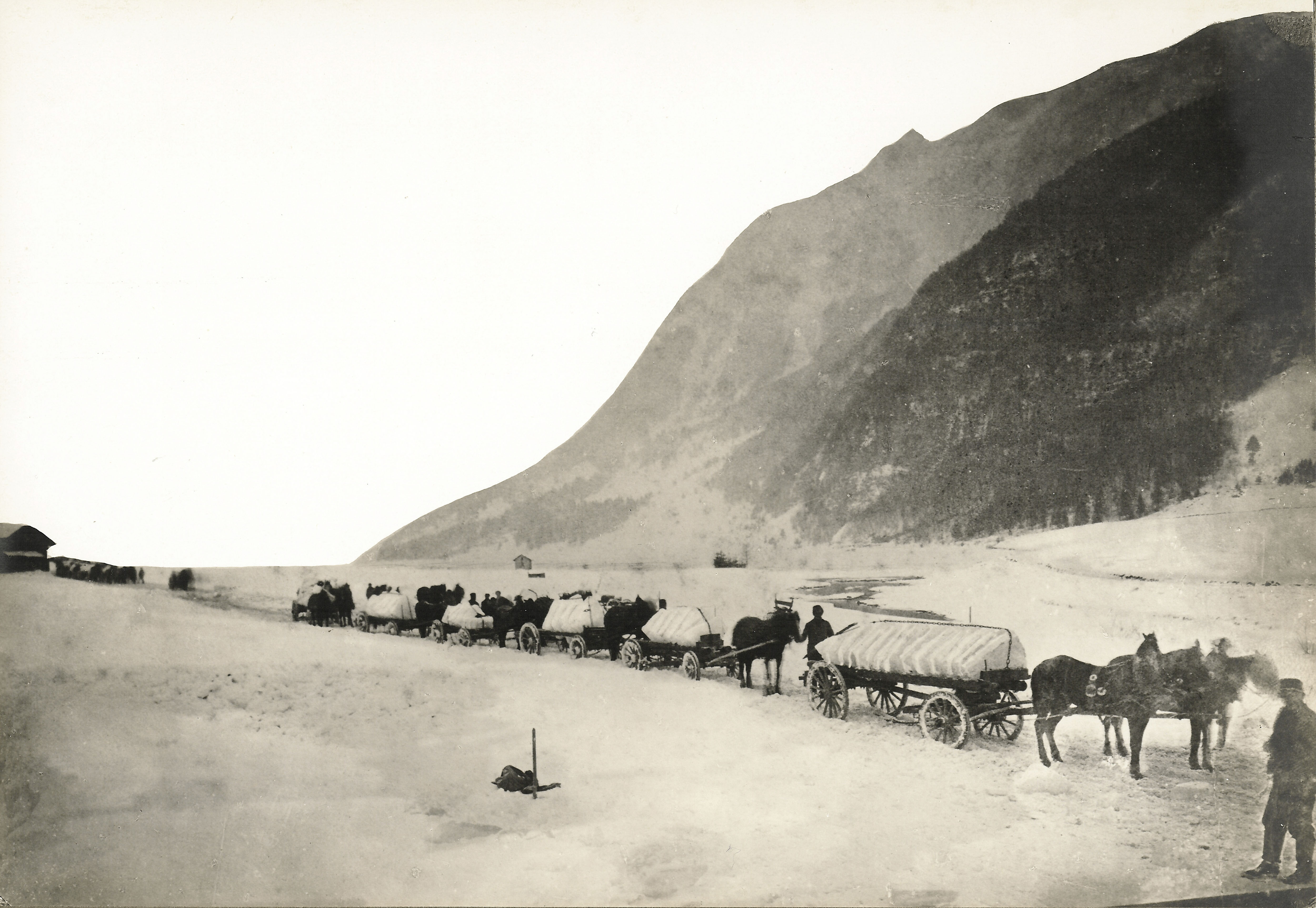
Bis Ende des 19. Jahrhunderts wurde im Winter Eis zur Kühlung abgebaut (1876). Wichtigste Kunden waren Brauereien

In der Antike wurde aus den Bergen herangeschafftes Eis in tiefen Kellern (sogenannten Eiskellern) zur Kühlung von Lebensmitteln eingesetzt.
1748 zeigte William Cullen die erste künstliche Kühlung an der Universität Glasgow.
Eine wichtige Weiterentwicklung war der Einsatz von Ammoniak durch Ferdinand Carré 1859.
1876 entwickelte der deutsche Ingenieur und Unternehmer Carl von Linde das für die Wissenschaft und Technik fundamentale Linde-Verfahren. Seine Erfindung erlaubte es, die Zuverlässigkeit des Kompressors und der gesamten Kältemaschine so zu verbessern, dass diese industrietauglich wurden. Nun konnte man Wassereis ganzjährig industriell herstellen; man war nicht mehr auf Natureis angewiesen. Auch seine Erstentwicklung wurde damals noch mit Ammoniak betrieben. Diese Substanz ist giftig, ätzend und verursachte nicht nur Lecks, sondern auch einen üblen Geruch, so dass Kühlschränke erst seit der Entwicklung von Ersatzchemikalien in den 1920er Jahren für den Haus-Gebrauch geeignet waren.
Bis etwa 1920 wurden auch hölzerne Eisschränke, gespeist mit Eis aus Fabrik oder Teich (gelagert im Keller unter Sägespänen), verwendet. Sie enthalten innen ein Gefäß aus gelötetem Zinkblech. Oben wird Eis (zerkleinert oder am Stück, zum Beispiel Eiszapfen) eingefüllt, unten das abtropfende Wasser gesammelt. In der Mitte befindet sich eine dann von Eis umgebene Kammer, die das Kühlgut auf (Marmor-)Fächern aufnimmt und mit einer Tür verschlossen wird. In Graz erinnern die Adressen Eisteichgasse (-siedlung) nahe den ehemaligen Ziegel-Lehmgruben und Am Eisbach sowie der Ort Eisbach an diese Form der winterlichen Eisgewinnung. In Vallorbe wurde das Eis vom Lac de Joux für Paris auf die Eisenbahn verladen, Zell am See lieferte Eis für deutsche Brauereien. Von Alaska wurde Eis nach Kalifornien mit Schiffen transportiert.
In den 1930er Jahren wurde der Kühlschrank in den USA und Kuba zur Grundausstattung privater Haushalte; bereits 1937 hatte jeder zweite amerikanische Haushalt einen Kühlschrank.

### Elektrische Kühlschränke
Schon 1874 und 1876 hatte Carl von Linde Patente für Kältemaschinen erhalten. Lindes Maschinen wurden industriell in Brauereien eingesetzt. Der Kompressor wurde bei Linde allerdings nicht elektrisch, sondern von einer Dampfmaschine angetrieben.

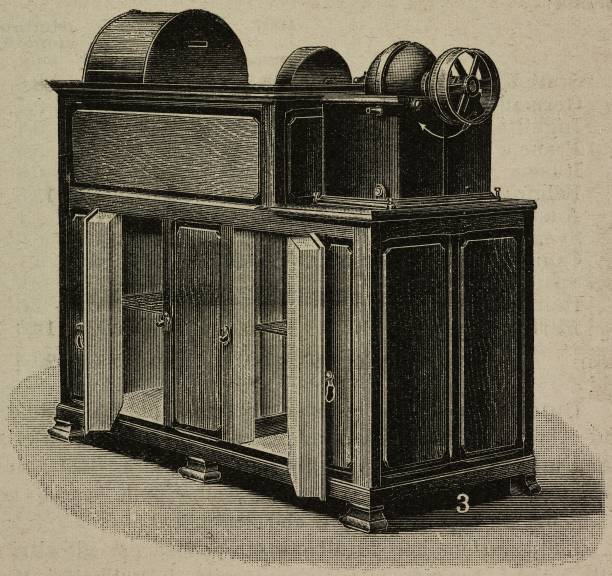
Kühlschrank mit Kältemaschine von Marcel Audiffren (1909)

Auch die Kältemaschine von Marcel Audiffren, die 1894 in Frankreich patentiert wurde, war noch kein elektrischer Kühlschrank: In der Patentschrift wird vermerkt, dass der Kompressor entweder von Hand über eine Kurbel oder von einem Motor angetrieben werden kann; sie verwendete als Kältemittel Schwefeldioxid. Auf Audiffrens Patenten basierende Kühlschränke mit elektrischem Kompressorantrieb wurden ab 1911 von General Electric in den USA hergestellt.

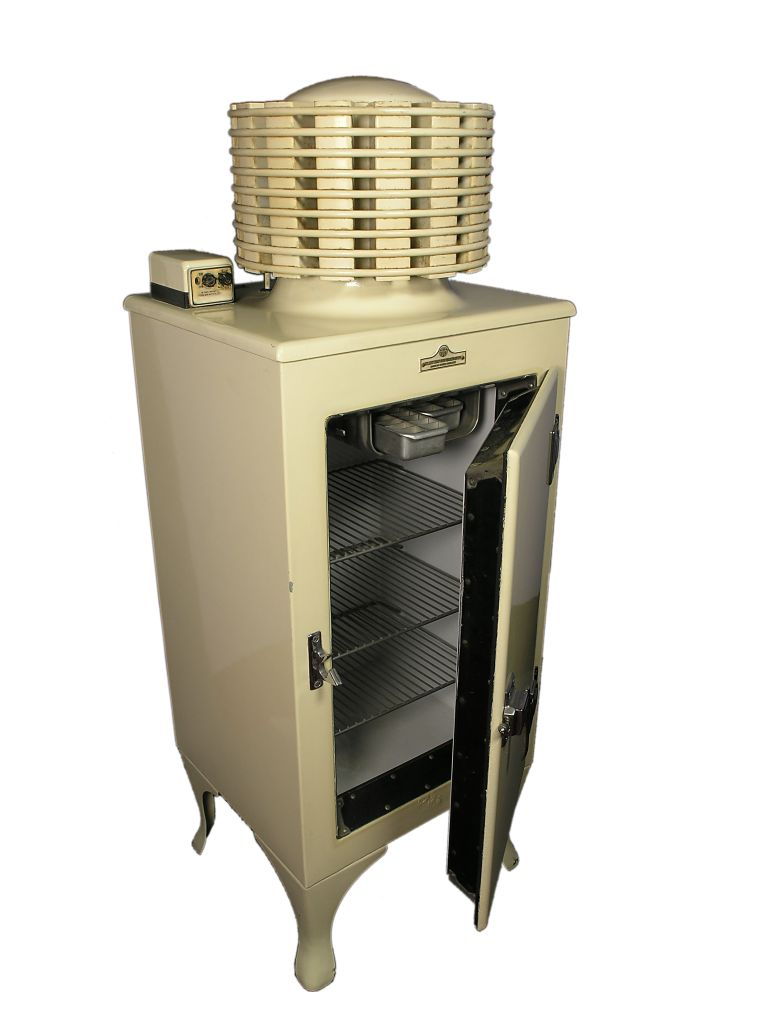
Der 'Bee Hive' Refrigerator (Bienenkorb-Kühlschrank) der Fa. B.T.H., England, mit einem oben befindlichen Kühlaggregat. (Sammlung Thinktank, Birmingham Science Museum)

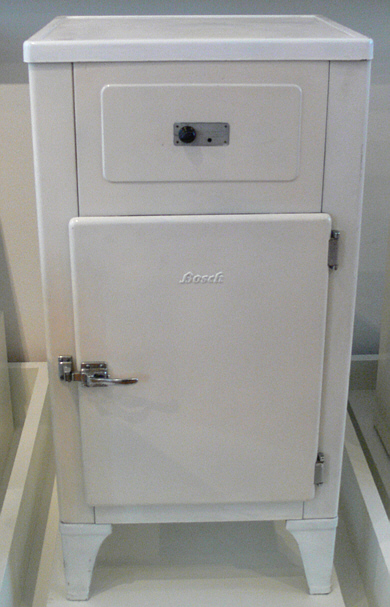
Kühlschrank von Bosch
ab 1935

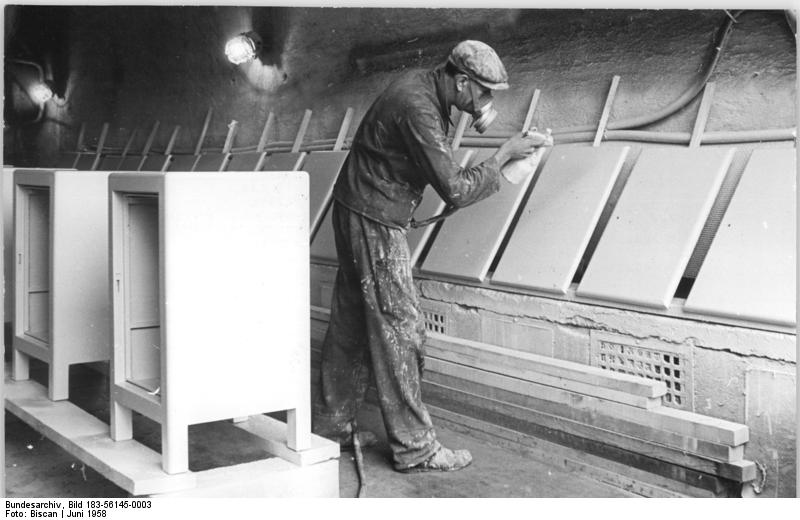
Lackierung von Kühlschrankgehäusen in Magdeburg (1958)

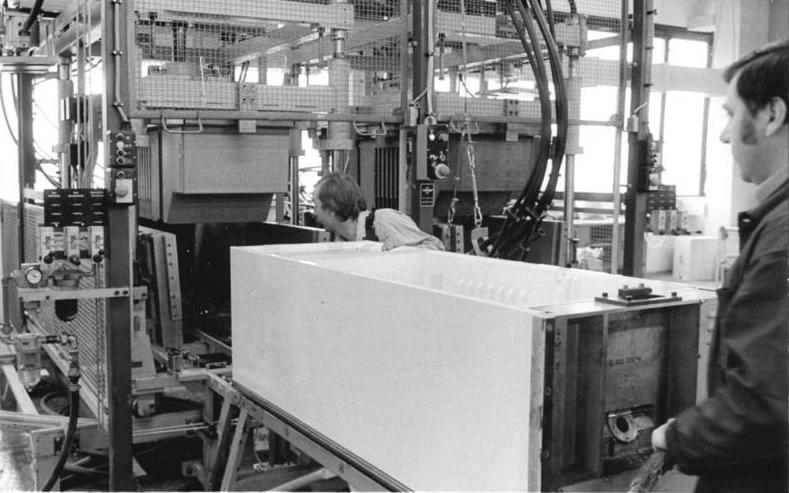
Kühlschrankproduktion bei VEB Kühlautomat Berlin 1988

1916 wurde in den USA die Firma „Guardian Frigerator Company“ für den Bau von elektrisch betriebenen Kühlschränken gegründet. Dieses Unternehmen wurde zwei Jahre später (1918) durch General Motors gekauft und in „Frigidaire“ umbenannt.
Kühlschränke für Privathaushalte wurden ab den 1920er Jahren lanciert, aufgrund ihres hohen Preises fanden sie allerdings zunächst keine große Verbreitung.
Ab etwa 1925 ließ Frigidaire seine Kühlschränke und Kühlanlagen auch in Österreich (von dem Traktorenhersteller Warchalowski in Wien) herstellen und vertreiben. Vertrieben wurden diese Geräte in Österreich auch von anderen.
1929 wurde in den USA der einmillionste Frigidaire-Kühlschrank fertiggestellt.
Der erste deutsche (und damit ein weiterer europäischer) Haushalts-Kühlschrank wurde 1929 von den durch Jørgen Skafte Rasmussen gegründeten Zschopauer Motorenwerken J.S. Rasmussen entwickelt. Aus deren Marke DKW-Kühlung ging 1931 die Deutsche Kühl- und Kraftmaschinen GmbH in Scharfenstein hervor.
Ab 1930 ließ Frigidaire Verdampfer und Kompressoren auch in Berlin herstellen.
1933 stellte Bosch auf der Leipziger Frühjahrsmesse seinen ersten elektrischen Kühlschrank in runder Trommelform vor, der das elektrische Kühlen in Privathaushalten erschwinglich machen sollte. Da es über die Ästhetik und Zweckmäßigkeit des runden Modells geteilte Meinungen gab, erschienen die unmittelbaren Nachfolgegeräte aus den Jahren 1935 und 1936 im klassischen eckigen Schrankformat und wiesen mit 90 bzw. 120 Litern einen deutlich größeren Nutzraum auf.
Ab 1938 ließ Frigidaire komplette Kühlgeräte bei Opel in Rüsselsheim herstellen.
Mit der Verbreitung des elektrischen Stroms und des Kühlschranks verlor sein Vorläufer, der stromlose Eisschrank, an Attraktivität. Das Wort Eisschrank (in Österreich Eiskasten) wird bis in unsere Zeit umgangssprachlich für den heute gebräuchlichen Kühlschrank verwendet.
Der 1938 im Dritten Reich von der Propaganda angekündigte Volkskühlschrank, der auch für die breite Bevölkerung erschwinglich sein sollte, ging kriegsbedingt nie in Serienproduktion.
Im Sommer 1941 wurden von der in Frankfurt am Main angesiedelten Alfred Teves Maschinen- und Armaturenfabrik erste Modelle von Volkskühlschränken hergestellt, die nach dem Krieg in die Massenproduktion gehen sollten, wobei mit mindestens 25 Millionen Stück bei einem Verkaufspreis von 100 bis 150 RM gerechnet wurde.
Ab 1950 verbreiteten sich mit dem Wirtschaftswunder Kühlschränke mit einer Kombination aus Kühl- und Gefrierfächern in den Privathaushalten in Westdeutschland.
1951 stellte Bosch seinen 50.000sten Kühlschrank her.
1951 stellte Bauknecht seinen ersten Kühlschrank her.
Liebherr begann mit der Entwicklung von Kühlschränken 1954 und mit der Serienfertigung 1955.
Im Laufe der 1960er Jahre wurden auch Gefriertruhen und -Schränke üblich.

#### Kältemittel

##### Problematische
Die ersten Kühlschränke wurden mit dem Kältemittel Chlormethan (Methylchlorid, CH3Cl), Ammoniak oder Schwefeldioxid betrieben; das brachte Probleme für die Lagerung der beweglichen Teile im Kompressor und bei Undichtigkeiten den Austritt giftiger Gase oder Verpuffungen mit sich.
Ab 1930 wurden Fluorchlorkohlenwasserstoffe (FCKW) technisch hergestellt und bald als Kältemittel in Kältemaschinen eingesetzt. Damit wurden die genannten Probleme vermieden.
In den 1980er Jahren wurde das Ozonloch über der Antarktis entdeckt und es gelang der wissenschaftliche Nachweis, dass die FCKWs die Ozonschicht abbauten.
Im Montreal-Protokoll verpflichteten sich die Unterzeichnerstaaten, keine FCKW mehr zu verwenden.

##### Weniger Problematische
Der erste FCKW-freie Kühlschrank in neuerer Zeit wurde 1992 durch das sächsische Unternehmen „dkk Scharfenstein“ (später unter dem Namen „Foron“) produziert. Angeregt wurde die Entwicklung von Greenpeace und dem Hygieneinstitut Dortmund unter der Leitung von Harry Rosin. Der erste FCKW-freie Kühlschrank dieser Art wurde durch die Lare GmbH als Laborgerät für das Hygieneinstitut Dortmund umgebaut. Die Hersteller von Kühlschränken hatten damals noch kein Interesse daran, diese Technik einzuführen. Seit dem Jahr 2000 sind Haushalts- und Gewerbekühlgeräte mit brennbaren Kältemitteln mehr und mehr auf dem Markt vertreten. Das System kühlt mit der sogenannten „Dortmunder Mischung“, einem Gemisch aus Propan und Butan, die weder das Ozonloch vergrößert noch den Treibhauseffekt verstärkt, dafür allerdings brennbar ist.

### 21. Jahrhundert
Die Ausstattung handelsüblicher Kühlschränke ist von der Kultur eines Landes abhängig und unterliegt auch Moden. In den Vereinigten Staaten, wo sich sehr große Kühlschränke durchgesetzt haben, die meist als Solitärgeräte aufgestellt werden und eine Tiefe von durchschnittlich 83 cm aufweisen, werden derzeit (Stand 2022) unter anderem Geräte mit komplexen Türen angeboten, die wahlweise Bereiche im vorderen und im hinteren Bereich des Kühlschranks zugänglich machen (door-in-door-design). Standardelemente amerikanischer Kühlschranke sind schon seit dem ausgehenden 20. Jahrhundert Eiswürfel- und Kaltwasserspender.

Aktuelle amerikanische Kühlschränke
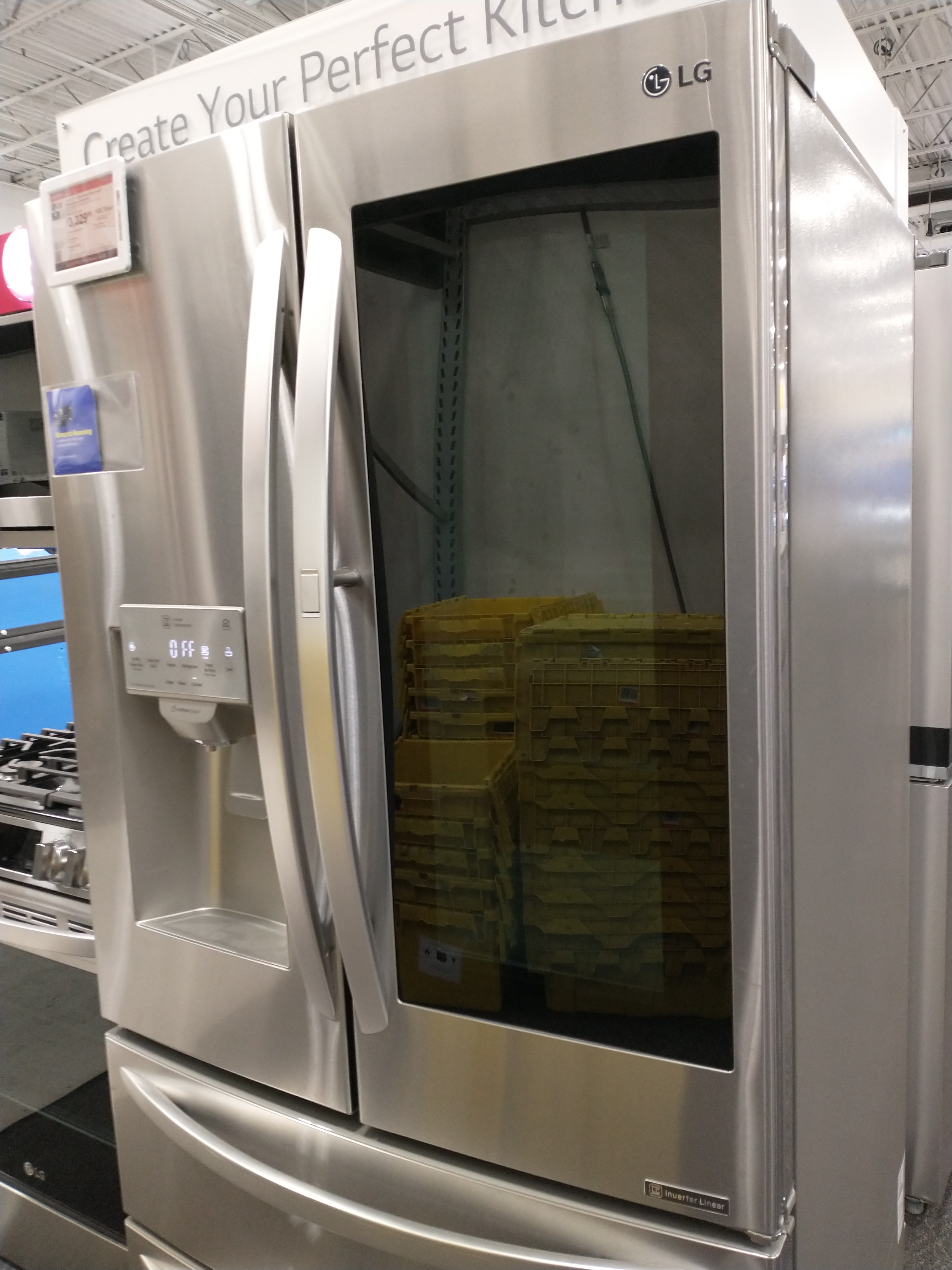
Multifunktionstür: geschlossen
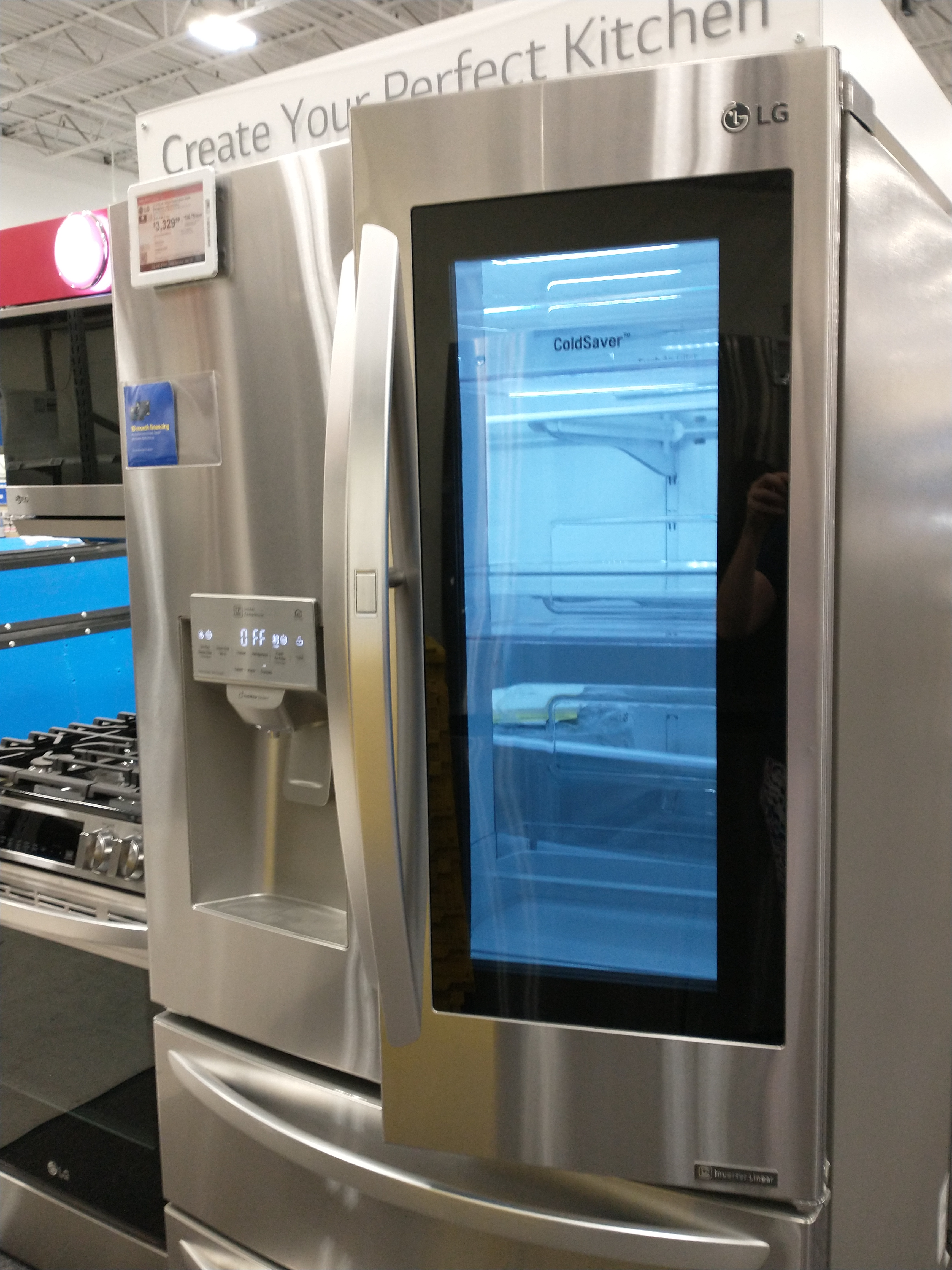
Beim Öffnen wird die Tür durchsichtig
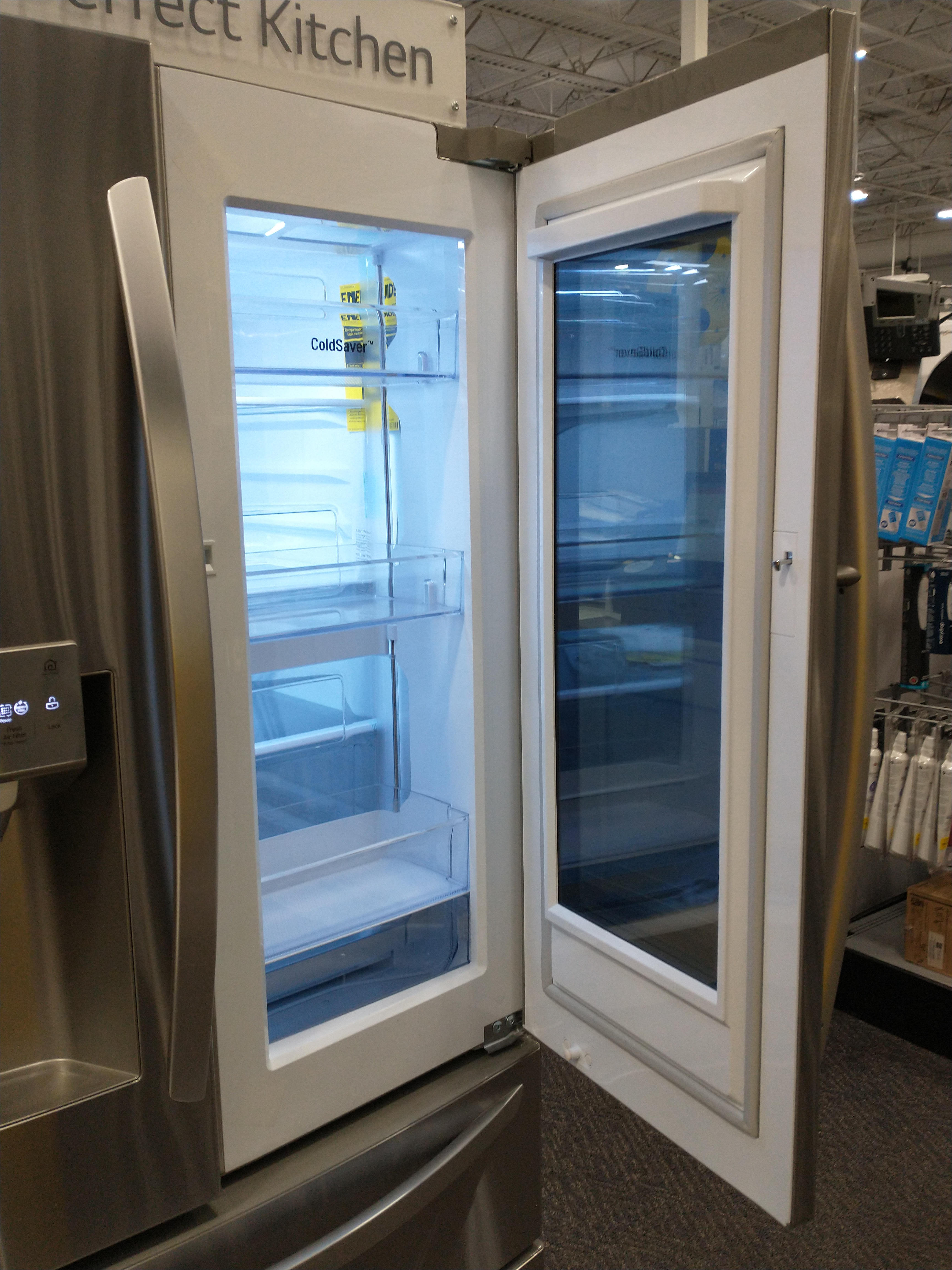
Öffnungsmodus A erschließt die vorderen Fächer
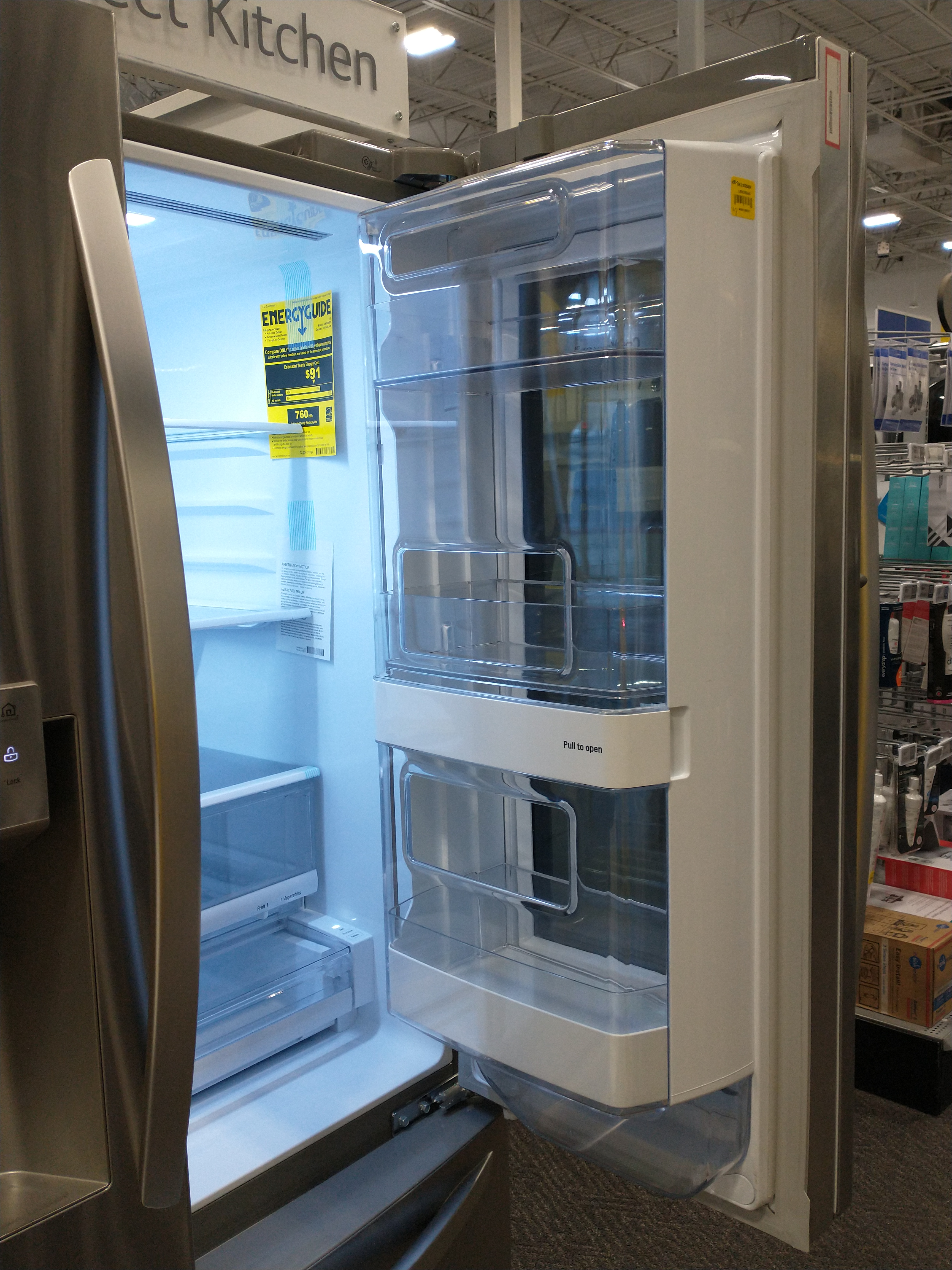
Öffnungsmodus B erschließt den hinteren Kühlschrankraum
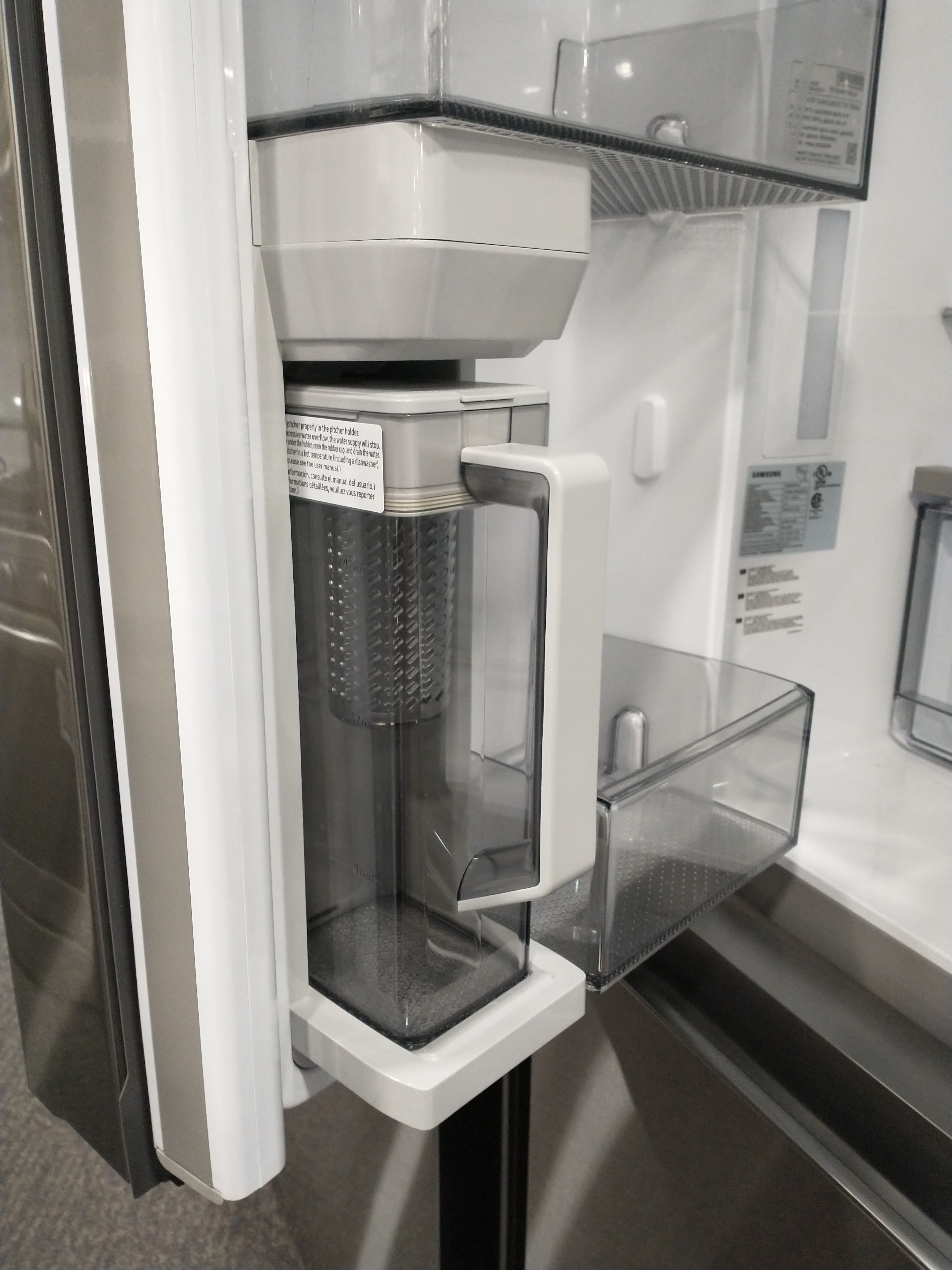
Kühlschrank mit integriertem Wasserfilter und Wasserkanne
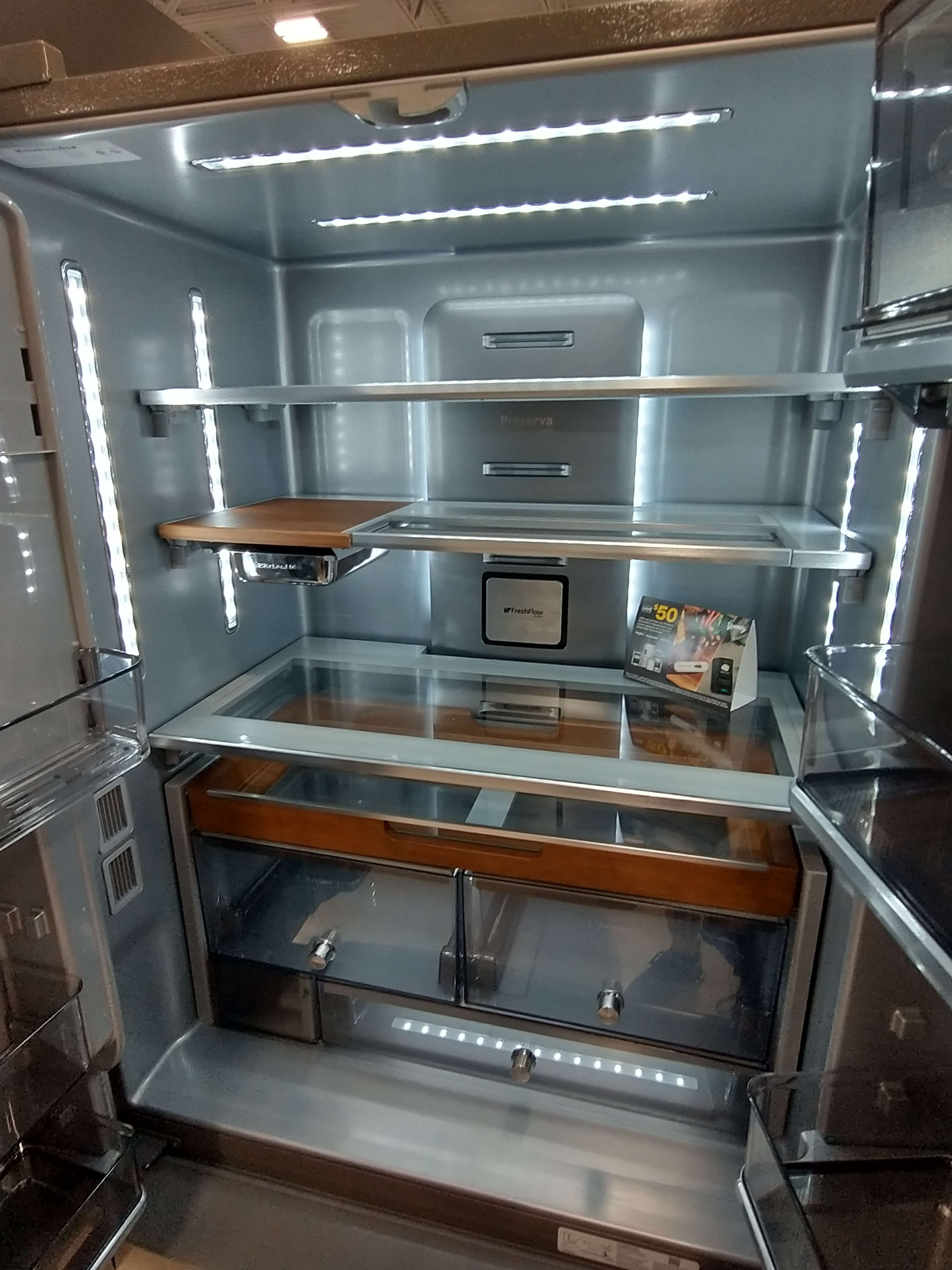
Kühlschrank mit Holzoptik im Inneren
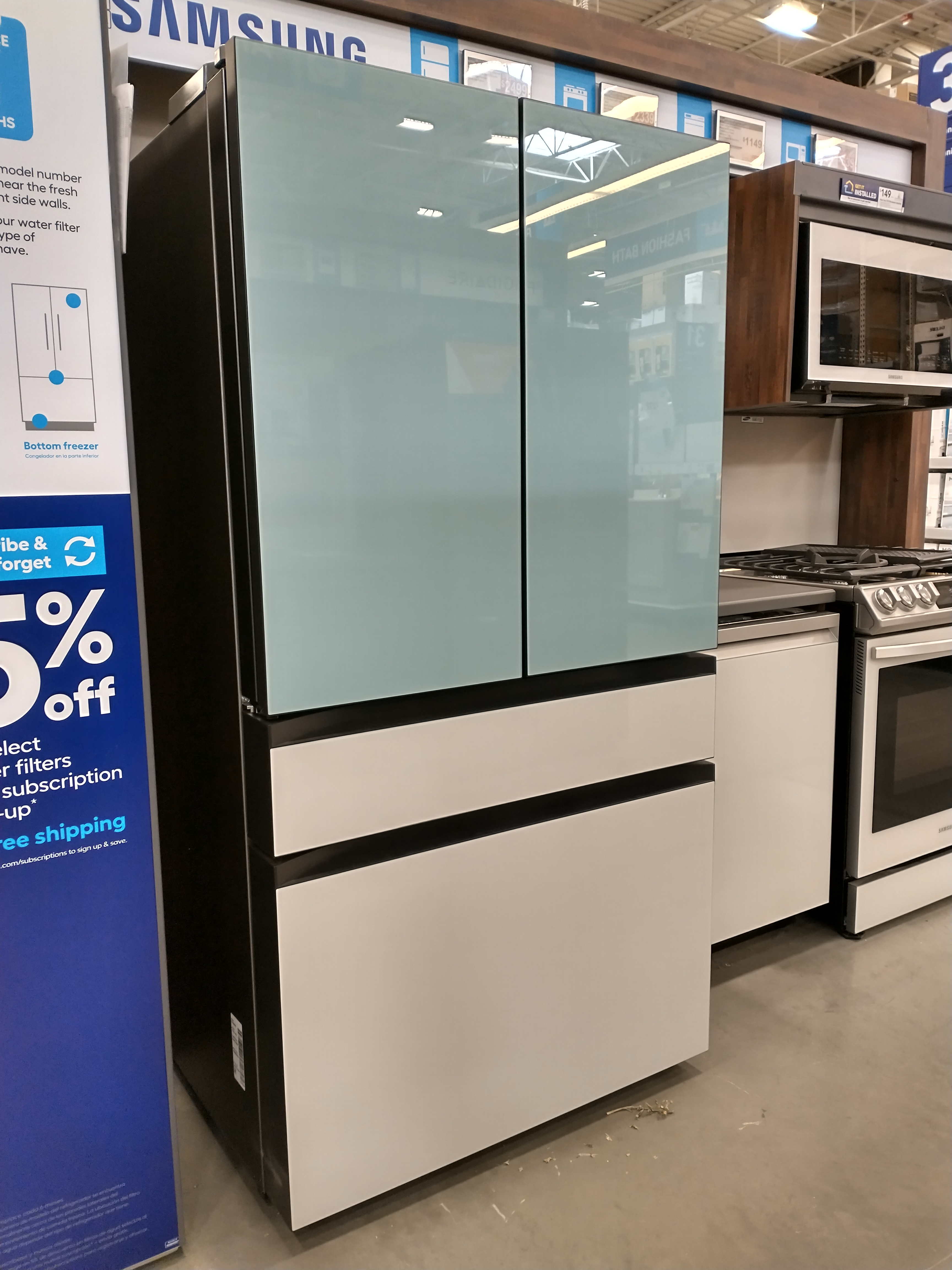
Kühlschrank mit frei wählbaren Frontpaneelen

## Funktionsweise

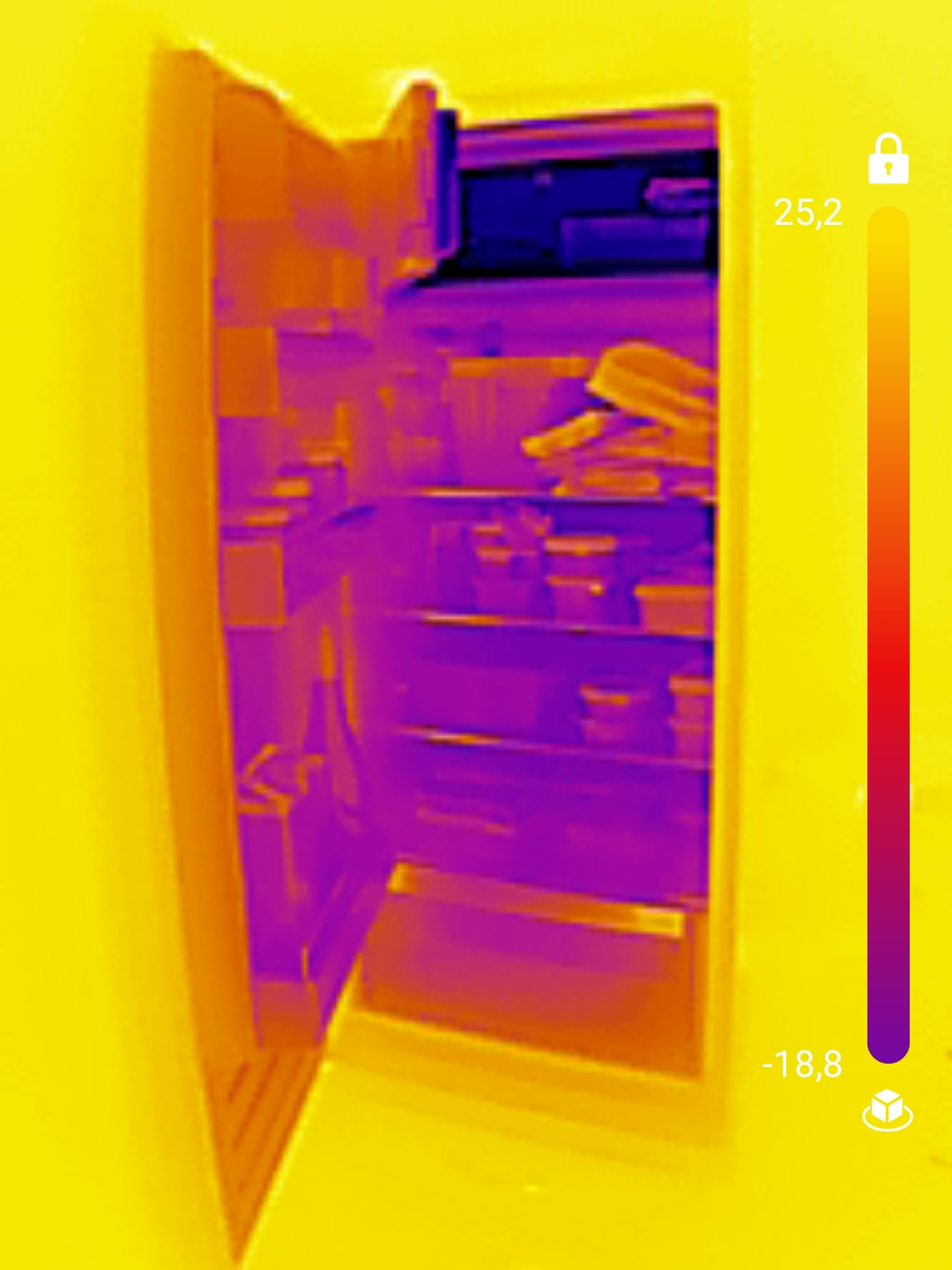
Wärmebild eines geöffneten Kühlschranks mit Gefrierfach

Kreislauf im Kompressorkühlschrank:
Das Kühlmittel siedet im Verdampfer.
Der Kompressor verdichtet das Gas.
Im Verflüssiger gibt das Gas seine Energie an die Umgebung ab.
Die Drossel reduziert den Druck.

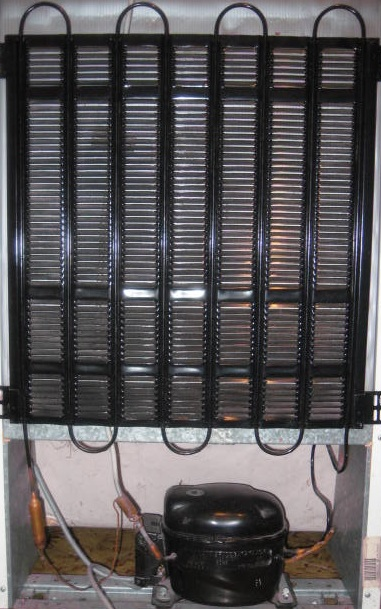
Kompressor und Wärmeübertrager (Verflüssiger) an der Rückwand eines Haushaltskühlschrankes

Bei allen Kühlschranktypen wird dem Innenraum Wärme entzogen und an die Umgebung abgegeben (siehe Kältemaschine und Wärmepumpe). Je nachdem, wie das erreicht wird, sind drei Typen zu unterscheiden: Kompressorkühlschränke, Absorberkühlschränke und Kühlschränke mit Peltier-Element.

### Kompressorkühlschrank
Auf diesem Prinzip basieren die in Haushalt und Industrie üblicherweise verwendeten Kühlanlagen: Beim Kompressorkühlschrank wird ein gasförmiges Kältemittel durch einen Kompressor adiabatisch verdichtet, wodurch es sich erwärmt. Im Verflüssiger, der aus schwarzen an der Rückseite des Geräts angebrachten Kühlschlangen besteht, wird die Wärme an die Umgebung abgegeben, wodurch das Medium kondensiert. Danach strömt es zur Druckabsenkung durch eine Drossel – z. B. ein Expansionsventil oder ein Kapillarrohr – und dann weiter in den Verdampfer im Inneren des Kühlschranks. Hier entnimmt das verdampfende Kältemittel aus den Kühlfächern die notwendige Verdampfungsenthalpie (Siedekühlung) und strömt als Gas weiter zum außenliegenden Kompressor. Ein Kompressorkühlschrank entspricht in der Funktion einer Wärmepumpe, er unterscheidet sich lediglich in der Nutzung der Wärmeüberträger. Die Temperaturregelung erfolgt mit einem Thermostat, der den Kompressor je nach gewünschter Temperatur ein- bzw. ausschaltet.

### Absorberkühlschrank

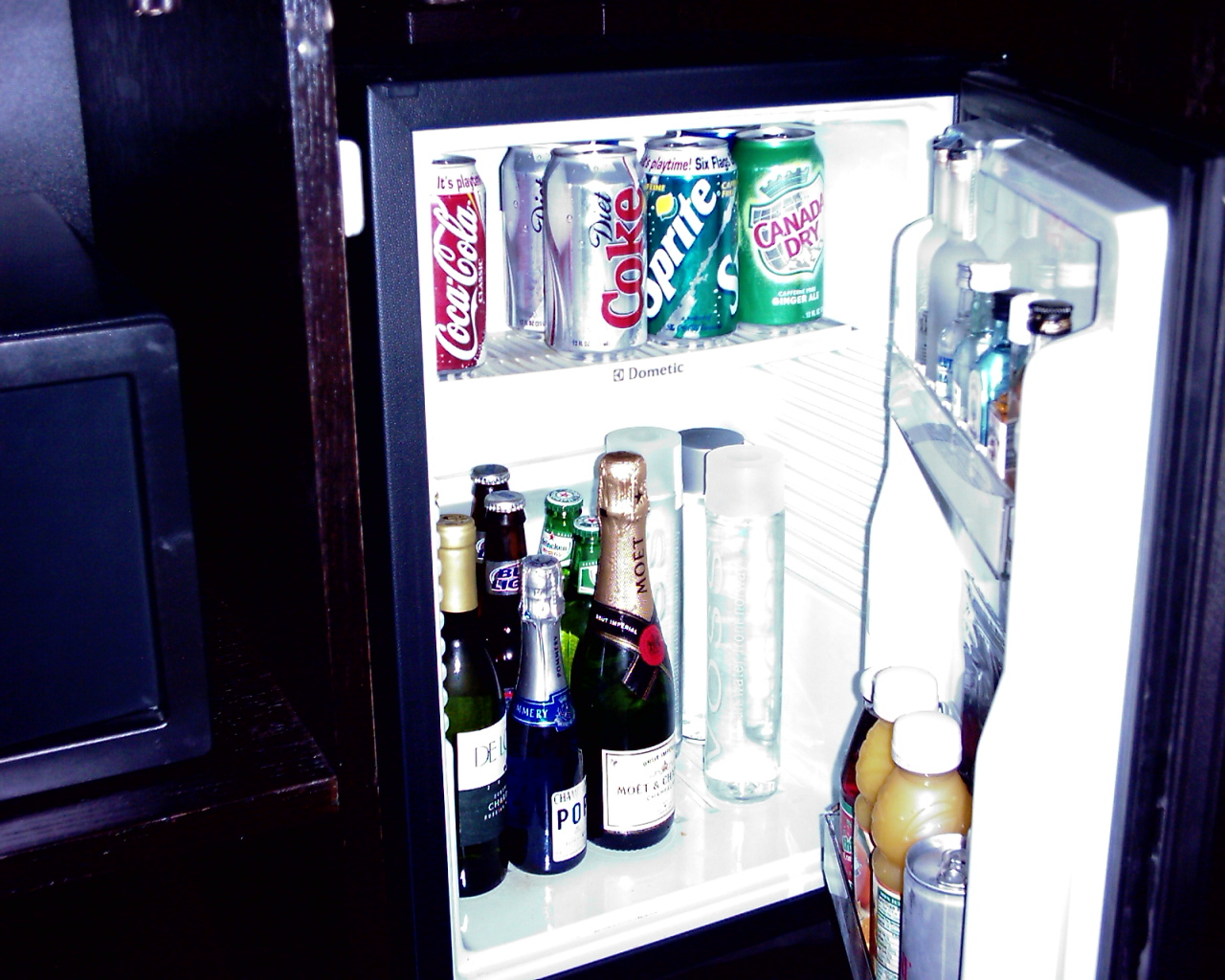
Minikühlschrank

Der Absorberkühlschrank arbeitet mit einem Wasser-Ammoniak-Gemisch in einer Wasserstoffatmosphäre. Im Kocher werden Ammoniak und Wasser durch Wärmezufuhr (z. B. Gasflamme, elektrische Beheizung, Sonnenwärme) in gasförmiges Ammoniak und Wasser getrennt. Danach werden das flüssige Wasser und das gasförmige Ammoniak über verschiedene Rohrsysteme weitergeleitet. Das gasförmige Ammoniak kondensiert im Kondensator durch Abkühlung; hier gibt der Kühlschrank Wärme an die Umgebung ab. Das nunmehr flüssige Ammoniak fließt über ein dünnes Rohr in den Verdampfer im Innenraum, üblicherweise im Eisfach. Dort kommt es mit dem Wasserstoff in Verbindung und verdampft wegen des geringen Partialdrucks, der Wasserstoff dient als Druckausgleich – an dieser Stelle kühlt der Kühlschrank. Anschließend wird das gasförmige Ammoniak im Absorber mit dem abgekühlten Wasser aus dem Kocher wieder in Lösung gebracht.
Eine ausführliche Funktionsbeschreibung findet sich im Artikel der Diffusionsabsorptionskältemaschine. Absorberkühlschränke werden z. B. in Kraftfahrzeugen oder beim Camping eingesetzt. Sie haben, zumindest bei Elektrobetrieb, einen schlechteren Wirkungsgrad als Kompressorkühlschränke. Werden sie direkt mit Gas oder Motorabwärme betrieben, sind sie durch die direkte Nutzung von Primärenergie etwa gleich effizient wie Kompressorgeräte. Da sie außer der Arbeitsflüssigkeit ohne bewegte Teile arbeiten, sind sie praktisch lautlos; diese Eigenschaft verschafft ihnen ein breites Anwendungsgebiet z. B. als Minibar in Hotelzimmern. Für den Einsatz in besonders entlegenen Gebieten gibt es auch Absorberkühlschränke mit Petroleum- oder Benzinbetrieb.
Für kleine Absorberkühlschränke für Wohnmobile, Wohnwagen und für Hotelzimmer ist Electrolux praktisch alleiniger europäischer Marktführer (2008) (Produktname Electrolux RM nnn). Baugleiche Geräte werden auch unter dem Namen „Dometic“ verkauft. In der Schweiz ist die SIBIRGroup mit dem Markennamen Sibir mit Absorberkühlschränken großgeworden.
Vorteile
- Geräusch- und vibrationslos
- Betrieb auch mit Brenngasen (üblich ist Propan) möglich
- Keine Verschleißteile

Nachteile
- Schlechter Wirkungsgrad, damit höherer Energieaufwand
- Leistungsabfall ab 35 °C Außentemperatur möglich
- Bewegungs- und schräglagenempfindlich
- Definierte Bauweise des Absorber-Kühlsystems
- Aufgrund geringer Produktionszahlen teurer als vergleichbare Kompressionskühlschränke

### Thermoelektrischer Kühlschrank (Kühlbox)
Zur mobilen Anwendung werden sogenannte Kühlboxen nach dem thermoelektrischen Prinzip (Peltier-Effekt) angeboten. Sie arbeiten mit 12 oder 24 V Gleichspannung und sind für den Einsatz in Kraftfahrzeugen und Booten entwickelt worden. Sie sind wesentlich kleiner und leichter als Kühlschränke und können oft wahlweise auch heizen. Die Geräte haben gegenüber Kompressorkühlschränken eine geringe Effizienz. Während ein Kompressorkühlschrank für 1 Watt Kühlleistung ungefähr 0,5 Watt elektrische Leistung verbraucht, benötigt ein Peltierelement für den gleichen Energietransport etwa 2 Watt, wobei dieser Wert stark von der Differenz zwischen Innenraumtemperatur und Umgebungstemperatur abhängt. Die Effizienzangabe gilt für etwa 20 K Temperaturdifferenz. Ein Einsatz dieser Geräte im Haushalt ist daher energietechnisch nicht sinnvoll. Dennoch haben manche dieser Geräte einen 230-V-Netzspannungsanschluss.
Die Kühlleistung dieser Geräte ist weitaus geringer als die haushaltüblicher Kompressor-Kühlschränke. 

## Aufbau
Ein typischer Tischkühlschrank (Standmodell) hat ca. 150 Liter Inhalt und wiegt ca. 40 kg. Eine Kühl-Gefrier-Kombination hat ca. 250 Liter Inhalt und wiegt etwa 65 kg.
Ein Teil der Kühlschränke hat eine große Außentür und eine innere Klappe zum Gefrierabteil im oberen Bereich. Das Gefrierabteil hat oft ein Fassungsvermögen von etwa 20 Litern.
Der andere Teil hat getrennte Türen für Kühlfach und Gefrierfach (Kühl-Gefrier-Kombination). Die Abteile können übereinander oder nebeneinander liegen; letztere Version ist vor allem in den USA sehr populär und hat meist einen integrierten Eiswürfelbereiter und eine zusätzliche Getränkeklappe in der großen Tür des Kühlsegments. Ein solcher „Side-by-side“-Kühlschrank – auch amerikanischer Kühlschrank genannt – kann mehr als 500 Liter (Kühlteil etwa 350 Liter, Gefrierteil etwa 150 Liter) aufnehmen.
Größere Varianten verfügen beispielsweise über eine Doppeltür zum obenliegenden Kühlbereich und unten über eine sehr breite Schublade für das Gefriersegment. Diese Varianten werden französischer Kühlschrank genannt.

## Betrieb

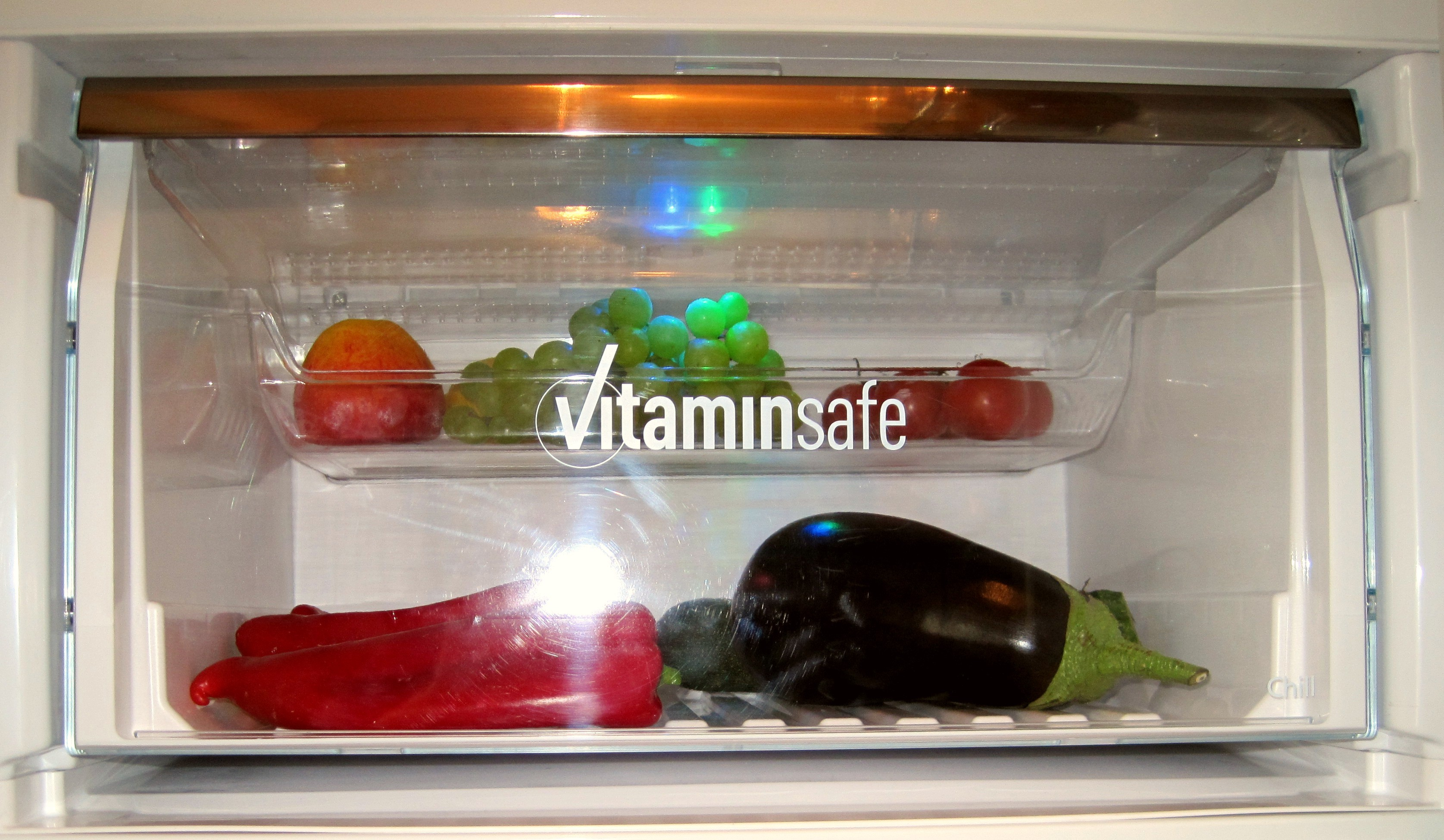
Fach für Obst und Gemüse mit speziellen LEDs zum Vitaminschutz

### Temperaturzonen
In einem modernen Haushaltskühlschrank herrschen verschiedene Temperaturzonen:
- Oben ist es am wärmsten, dort können gekochte Speisen und Marmeladen gut gelagert werden.
- Im Mittelbereich sind unter anderem Milchprodukte (Joghurt, Käse) gut aufgehoben.
- Am kältesten ist es mit etwa 2 °C unten im Fach über den Gemüsefächern. Dorthin gehören leicht verderbliche Dinge wie Fleisch und Wurst.
- Die Schubfächer ganz unten sind mit etwa 8 °C günstig für Obst und Gemüse. Unter der Abdeckung sind Temperatur und Luftfeuchtigkeit geeignet, Vitamine und Aussehen der Ware zu erhalten.
- In den Türfächern ist es relativ warm, aber kühl genug für Butter und Eier.
- Moderne Kühlschränke haben zudem teilweise eine 0-°C-Kühlzone, die Lebensmittel besonders lange frisch halten soll.
- Eine weitere Neuerung ist die Ausstattung eines Extrafaches für Obst und Gemüse mit LEDs, die bei geschlossener Tür weiterleuchten. Das sind beispielsweise zwei blinkende LEDs, die den Blau- und Grünanteil des Sonnenlichts simulieren. Auf diese Weise sollen die natürlichen Schutzmechanismen von Obst und Gemüse aktiviert werden, um dem Vitaminabbau entgegenzuwirken, der bei Lagerung im Dunkeln eintritt.

### Umgebungstemperatur
Bei Kühlschränken mit Eisfach, besonders mit Tiefkühlfächern, ist die vom Hersteller angegebene Umgebungstemperatur des Aufstellorts, angegeben als Klimaklasse, zu berücksichtigen:
Klimaklasse SN (Subnormal)
Umgebungstemperaturen von +10 °C bis +32 °C
Klimaklasse N (Normal)
Umgebungstemperaturen von +16 °C bis +32 °C
Klimaklasse ST (Subtropen)
Umgebungstemperaturen von +16 °C bis +38 °C
Mit dieser Klasse darf ein Gerät 10 % mehr Energie verbrauchen als die normale Klasse, um das gleiche Energielabel zu erhalten (z. B. A++)
Klimaklasse T (Tropen)
Umgebungstemperaturen von +16 °C bis +43 °C
Mit dieser Klasse darf ein Gerät 20 % mehr Energie verbrauchen als die normale Klasse, um das gleiche Energielabel zu erhalten (z. B. A++)
Während eine geringe Umgebungstemperatur des Aufstellungsortes zunächst hilft, Energie zu sparen, führt – scheinbar paradoxerweise – das Unterschreiten der Mindesttemperatur zu einem Auftauen im Eis-/Tiefkühlfach. Das hängt damit zusammen, dass der Kühlraum und die Tiefkühlfächer meist einen gemeinsamen Kompressor haben, der über einen Thermostaten im Kühlraum geregelt wird. Bei einer geringen Außentemperatur, z. B. 8 °C, muss der Kompressor nur selten laufen, um z. B. eine Temperatur von 6 °C im Kühlraum zu gewährleisten. Diese Aktivität des Kompressors reicht nicht aus, um gegen den deutlich größeren Unterschied (Wärmestrom) zwischen Außentemperatur und Temperatur im Tiefkühlfach, z. B. −18 °C, zu arbeiten. Davon abgesehen können unterhalb der Mindest-Betriebstemperatur Schmiermittel im Kompressor zu zähflüssig werden.
Kühlschränke der Klimaklasse SN haben daher häufig eine Heizung in der Nähe des Thermostaten im Kühlraum von ca. 8 Watt. Manchmal wird einfach die Glühlampe (üblich 15 Watt) nicht ausgeschaltet, um die Betriebstemperatur von der Klimaklasse N auf SN zu erweitern.

### Auswahlhinweise
Wer Energie sparen möchte, indem er ein Kühlgerät in einem ungeheizten Raum aufstellt, bei dem auch dauerhafte Temperaturen unter 10 °C zu erwarten sind, muss beachten, dass das Gefrierfach einer Kühl-/Gefrierkombination nicht funktioniert, wenn die Kühllast des Kühlschrankteiles zu gering ist. Stehen Kühl- und Tiefkühlschrank bzw. Tiefkühltruhe an kalten Orten, muss berücksichtigt werden, dass die Hersteller Mindest-Temperaturen angeben für den zuverlässigen Betrieb bzw. eine lange Lebensdauer. Das hängt mit der Viskosität der verwendeten Kompressor-Schmierstoffe zusammen.
Für gewerbliche Nutzer gibt es Kühlgeräte wie z. B. Wandkühlregale (zur Präsentation von hauptsächlich verpackten Lebensmitteln), Freikühltresen, Bierkühlungen oder von Getränkeherstellern verliehene Kühlschränke mit Glastür. Alle diese Geräte sind naturgemäß weniger effizient als geschlossene Geräte. Die ohnehin vorteilhafte Truhenform wird oft mit selbstschließenden transparenten Deckeln oder Jalousien versehen, so dass der Wärmeeintrag durch Kunden und Luftströmungen gering gehalten werden kann.

### Energiebedarf
Der Energiebedarf wird in Mitteleuropa für Umgebungstemperaturen zwischen +16 °C bis +32 °C definiert und als Klimaklasse N klassifiziert. Die Energieverbrauchskennzeichnung (umgangssprachlich Energielabel) aus dem Jahre 1998 dient zur Unterstützung der Kaufentscheidung. Für das Etikett hat die EU-Kommission ein einheitliches, verbindliches Muster festgelegt. Die Energieeffizienzklassen reichen von G bis A und spiegeln den jeweiligen Stand der Technik zu der Zeit wider. Für besonders stromsparende Kühl- und Gefriergeräte wurden 2003 die Erweiterungen A+ und A++ eingeführt, die jeweils noch besser als die Energieeffizienzklasse A sind und für einen sehr niedrigen Energieverbrauch stehen.
Das europäische Parlament verabschiedete mit der Richtlinie 2010/30/EU im Mai 2010 eine ab 2011 geltende Neuregelung der Energieeffizienzklassen für Haushaltsgeräte. Zusätzlich zu Klassen A+ und A++ wurde die Klasse A+++ eingeführt und auf dem Energielabel dargestellt. Die neue A+ darf 5 % mehr Energie verbrauchen als die alte A+ Klasse und die neue A++ darf 10 % mehr brauchen.
Alte Richtlinie für Haushaltsgeräte: 92/75/EWG für Kühlschränke: Richtlinie 94/2/EG Änderung: Richtlinie 2003/66/EG
Neue Richtlinie für Haushaltsgeräte: 2010/30/EU für Kühlschränke: Verordnung (EU) Nr. 1060/2010
In der neuen Richtlinie ist festgelegt, dass seit Juli 2011 keine schlechteren Haushaltsgeräte mit Kompressoren als Klasse A mehr auf den Markt gebracht werden dürfen (z. B. Absorbergeräte dürfen nach wie vor deutlich schlechter sein).
1983 baute das Rocky Mountain Institute (RMI) einen Sun-Frost-Kühlschrank mit nur 0,19 kWh/l pro Jahr (22 W/m³), dessen Wärmeüberträger außen am Gebäude angebracht war und die Hälfte der benötigten Kühlenergie passiv erzeugt wurde. Das RMI hielt eine Entwicklung von Geräten mit noch geringeren Verbrauchswerten, z. B. durch Vakuumisolationsschichten, für möglich. Die sparsamsten Kühl-/Gefrierkombinationen erreichen Verbrauchswerte von 0,48 kWh/l pro Jahr (55 W/m³, bei 25 °C Umgebungstemperatur) wie der Blomberg CT 1300A (nicht mehr im Handel) oder 0,34 kWh/l pro Jahr (39 W/m³, bei 21 °C) der Sun Frost RF16. Ein vergleichbares Gerät der Energieeffizienzklasse A benötigt 1,26 kWh/l pro Jahr (144 W/m³, Stand 2006). Deutlich sparsamer sind reine Kühlgeräte ohne Gefrierfach. Diese sind dann zu empfehlen, wenn ohnehin eine separate Gefriertruhe vorhanden ist.

### Abtauen, Wartung
Die Wartung durch das Abtauen von Kühlschränken ist eine Maßnahme, um Energieverschwendung zu verhindern. Beim Öffnen der Kühlschranktür gelangt warme Luft in das Kühlschrankinnere. Wird die Tür geschlossen, senkt der Kühlschrank die Innentemperatur wieder ab. Da kältere Luft und insbesondere die Verdampferflächen, die Kondensationsrate des in der Luft befindlichen Wasserdampfs steigern und gleichzeitig die Verdampfungsrate verringern, verringert sich der Sättigungsdampfdruck. Der durch das Öffnen mit der Umgebungsluft in den Kühlschrank eingebrachte Wasserdampf kondensiert auf den Flächen und gefriert. Die Vereisung der Kühlflächen verringert die Kühlleistung, da die Eisschicht isolierend wirkt. Das führt dazu, dass der Kühlschrank für dieselbe Leistung mehr Energie (Strom) aufwenden muss. Um den Energieverbrauch wieder zu senken, müssen die Eisschichten von Zeit zu Zeit entfernt werden. Das kann entweder manuell oder mit unterschiedlichen Techniken automatisch erfolgen. Bei den automatischen Abtauverfahren wird unterschieden zwischen einer Kühlraumtemperatur über 0 °C, die das Abtauen bei Solltemperatur erlaubt, typischerweise Kühlschränke und einer Kühlraumtemperatur deutlich unter 0 °C, wie sie bei Gefrierschränken verwendet wird.

#### Manuelles Abtauen
Bis zur Entwicklung automatischer Abtauverfahren mussten sowohl Kühlschränke als auch Gefrierschränke manuell abgetaut werden. Bei vielen Gefrierschränken oder Kühl-/Gefrierkombinationen ohne No-Frost-Technik ist das für das Gefrierteil nach wie vor notwendig. Um einen Kühlraum abzutauen, muss das Kühlgut zunächst in einem anderen Kühlraum oder gut isoliert provisorisch zwischengelagert werden. Anschließend kann das Kühlaggregat ausgeschaltet und die Tür geöffnet werden, wodurch das Eis zu tauen beginnt. Der Prozess kann beschleunigt werden, indem vor der Tür ein Ventilator oder Heizlüfter Warmluft in den Kühlraum bläst. Alternativ kann ein Topf mit heißem Wasser in das Gefrierteil gestellt werden. Bei geschlossener Tür beschleunigt sich das Abtauen um ein Vielfaches. Anfallendes Tauwasser sammelt sich in einer speziellen Schale oder im unteren Kühlraumbereich.

#### Kühlschrank
Bei Modellen ab der mittleren Preisklasse ist die Abtauautomatik für den Kühlteil seit den 1980er Jahren üblich, während sie im Gefrierteil nur bei Modellen in Gastronomiequalität üblich ist. Kühlschränke früherer Baujahre müssen manuell abgetaut werden, indem man sie einige Stunden ausschaltet und den Eispanzer, der sich an der Innenrückwand aus gefrorenem Kondenswasser gebildet hat, durch Verflüssigung in einen Extrabehälter ablaufen lässt oder manuell entfernt. Eine Technik, dieses Problem zu vermeiden, besteht darin, mit einem Umluftsystem im Inneren des Kühlschranks dafür zu sorgen, dass die Luft einem Verdampfer – außerhalb des eigentlichen Kühlraums – zugeführt wird, an dem sich dann Eis bildet. Dieser Verdampfer wiederum taut sich regelmäßig selbständig ab, und die entstehende Flüssigkeit wird außerhalb des Gerätes in einer Schale aufgefangen und kann dort, unterstützt durch die Kompressorabwärme, verdunsten. Dadurch ist die Luft im Kühlschrank trocken, und es kann sich kaum Eis bilden.
Eine andere Technik, die z. B. im Kühlabteil des Kühl-/Gefrierschranks BBC-Duplo aus den 1970er Jahren eingesetzt wurde, besteht darin, dass am Verdampfer eine Heizplatte angebracht ist, die automatisch eingeschaltet wird, wenn der Kompressor durch den Thermostaten zum Stillstand gebracht wird und bei dessen Wiederanlauf sich dann gleichzeitig ausschaltet. Das allenfalls vorhandene Abtauwasser wird in einem flachen, in der inneren Rückwand integrierten darunterliegenden Trichter gesammelt, der den Ausgang an der Rückseite des Kühlschranks hat. Dort wird das Wasser mittels eines Schlauchs nach unten zu einem offenen Behälter geleitet. Dieser wird durch die Kältemittelleitung unmittelbar am Ausgang des Kompressors – wo diese verhältnismäßig hohe Temperaturen erreicht – beheizt, womit das Abtauwasser leichter in die Umgebung verdunsten kann; dadurch trägt es auch zum Kühlen des komprimierten Kühlmediums im Kondensator bei; ein Teil der in der Abtau-Heizplatte verbrauchten Energie wird hier zurückgewonnen.
Seit etwa 1995 ist häufig die Kühlfläche für das Kühlabteil in die Innen-Rückwand integriert, da wegen der Einführung des brennbaren Kältemittels R600a der Verdampfer aus Sicherheitsgründen besser geschützt sein muss. Nach der Kühlphase wird solange gewartet, bis die Fläche 5 °C hat, damit der dort gebildete Reifbelag abtaut. Das Wasser rinnt herunter bis zu einer trichterförmigen Rinne und durch eine 10 mm große Öffnung nach außen in eine Tasse über dem Kompressor, dessen Abwärme das Kondenswasser verdunsten lässt. Im Betrieb ist zu beachten, dass möglichst nichts vom Kühlgut die Rückwand berührt, da Kondenswasser sonst über das Kühlgut teilweise in den Kühlraum rinnen könnte. Das Abflussloch ist frei von Verstopfung zu halten. Manche sind mit Staubkappen abzudecken, die mit einem federnden Fortsatz in die Abflussöffnung gesteckt werden. Zum einmal jährlich empfohlenen Freistechen des Abflusses eignet sich beispielsweise ein Strohhalm. Bei diesen Gerätetypen muss nur ein eventuell vorhandenes Gefrierabteil eigens abgetaut werden.

#### Gefrierschrank
Um eine Abtauautomatik auch bei Kühlraumtemperaturen unter dem Gefrierpunkt umzusetzen, ist es erforderlich, den eigentlichen Kühlraum von dem Raum, in dem die Luft auf die Solltemperatur gekühlt wird, zu trennen. Während der Kühlphase bläst ein Ventilator die kalte Luft in den Gefrierraum. Die Geräte sind dabei so ausgelegt, dass Luft durch alle Fächer zirkuliert und als Kreislauf wieder in das Kühlteil eintritt. Da die Kondensationsrate des in der Luft enthaltenen Wasserdampfs an den Kühllamellen besonders hoch ist, schlägt sich diese als Reif hauptsächlich dort nieder. In festgelegten Zeitintervallen taut eine Heizung die Kühllamellen ab, und die Eisschicht tritt über eine Rinne als Wasser aus dem Gerät heraus und landet in einem Verdunstungsbehälter. Da der Ventilator in der Abtauphase nicht läuft, bleibt der Gefrierraum weiterhin gekühlt. Durch diese Technik wird nicht nur verhindert, dass die Kühlrippen vereisen, sondern es sinkt die Luftfeuchtigkeit im gesamten Gerät, und es bilden sich nahezu keine Eisschichten mehr.
Ein anfänglicher Nachteil dieser als No-Frost bezeichneten Technik ist ein höherer Energieverbrauch. Das relativiert sich jedoch, da eine Energieverschwendung durch Eisbildung und die Abtauvorgänge vermieden werden. Dieser Tatsache wird Rechnung getragen, indem bei No-Frost-Geräten bei gleicher Energieeffizienzklasse ein 20-prozentiger Mehrverbrauch erlaubt ist. Durch Effizienzsteigerung konnte der Mehrverbrauch durch die No-Frost-Technik bei aktuellen Geräten deutlich reduziert werden.

### Sternekennzeichnung für Gefrierfächer
| Kennzeichnung | Temperatur | Nutzungs- und Leistungsvorgabe |
|               | < 000 °C   | Nicht geeignet zur Lagerung von gefrorenen Lebensmitteln (Hauptsächlich für Eiswürfel)                                                  |
| ✱             | ≤ −06 °C   | Geeignet zur kurzzeitigen Lagerung von gefrorenen Lebensmitteln (ca. 1 Woche)                                                           |
| ✱✱            | ≤ −12 °C   | Geeignet zur Lagerung von gefrorenen Lebensmitteln bis ca. 2 Wochen                                                                     |
| ✱✱✱           | ≤ −18 °C   | Geeignet zur Langzeitlagerung von gefrorenen Lebensmitteln                                                                              |
| ✱✱✱✱          | ≤ −18 °C   | Geeignet zur Langzeitlagerung von gefrorenen Lebensmitteln, geeignet zum Einfrieren, ohne dass bereits eingelagertes Gefriergut auftaut |

Quelle

## Verwandte Kühlgeräte

### Gefrierschrank/-truhe

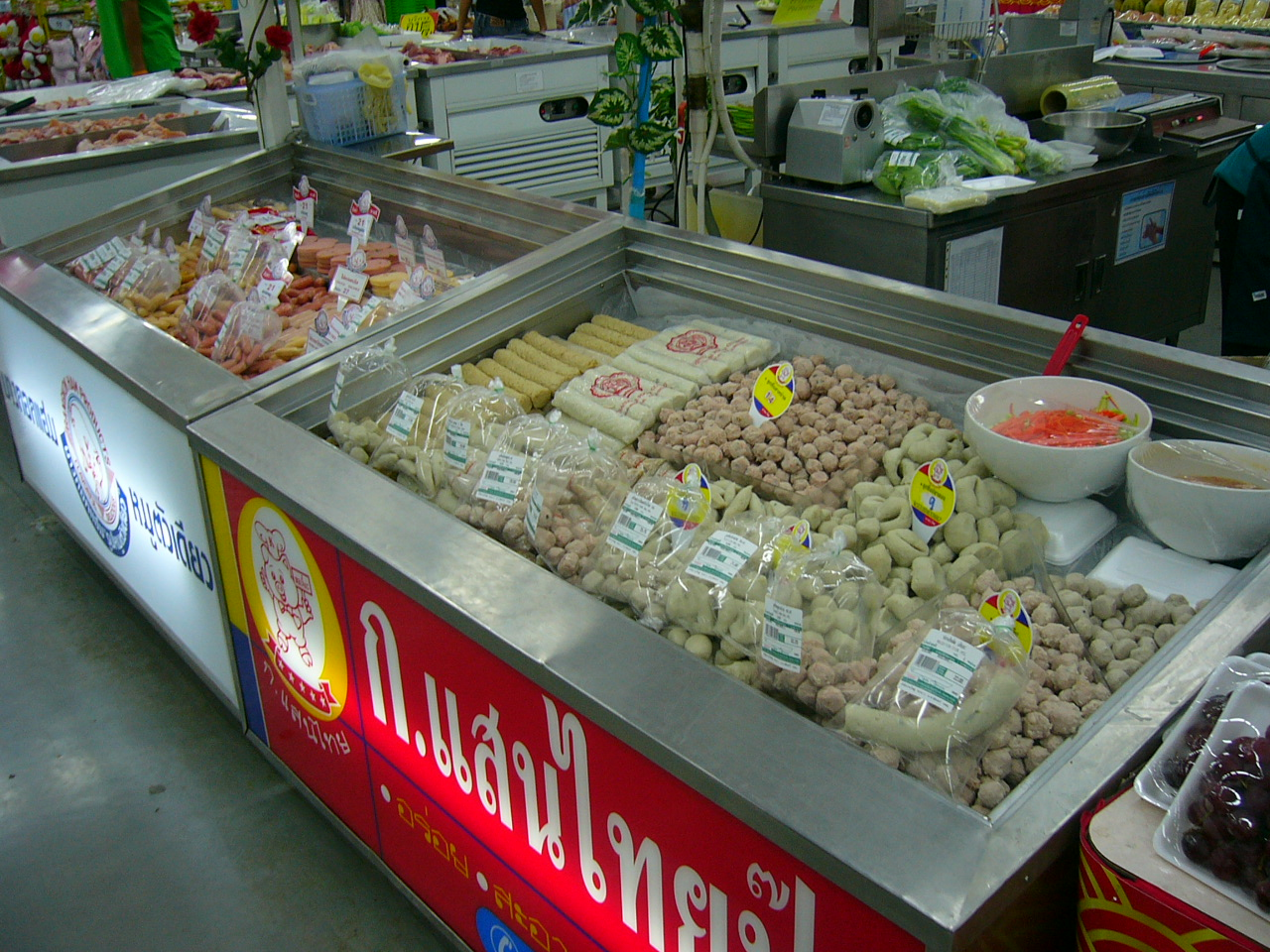
SB-Kühltruhe mit Fleischwaren, in einem Supermarkt in Thailand, 2007

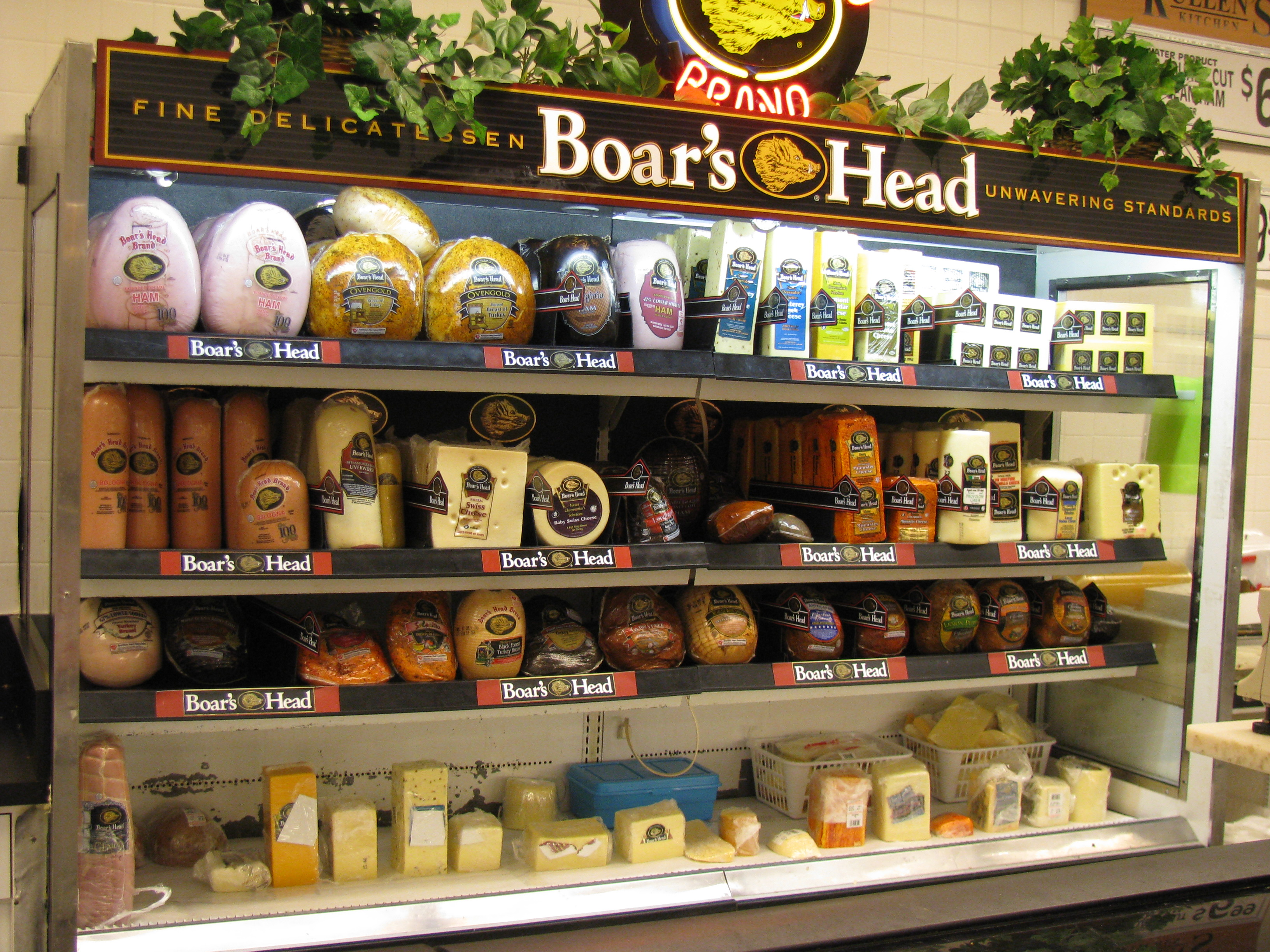
Käse-Kühlregal, USA, 2009

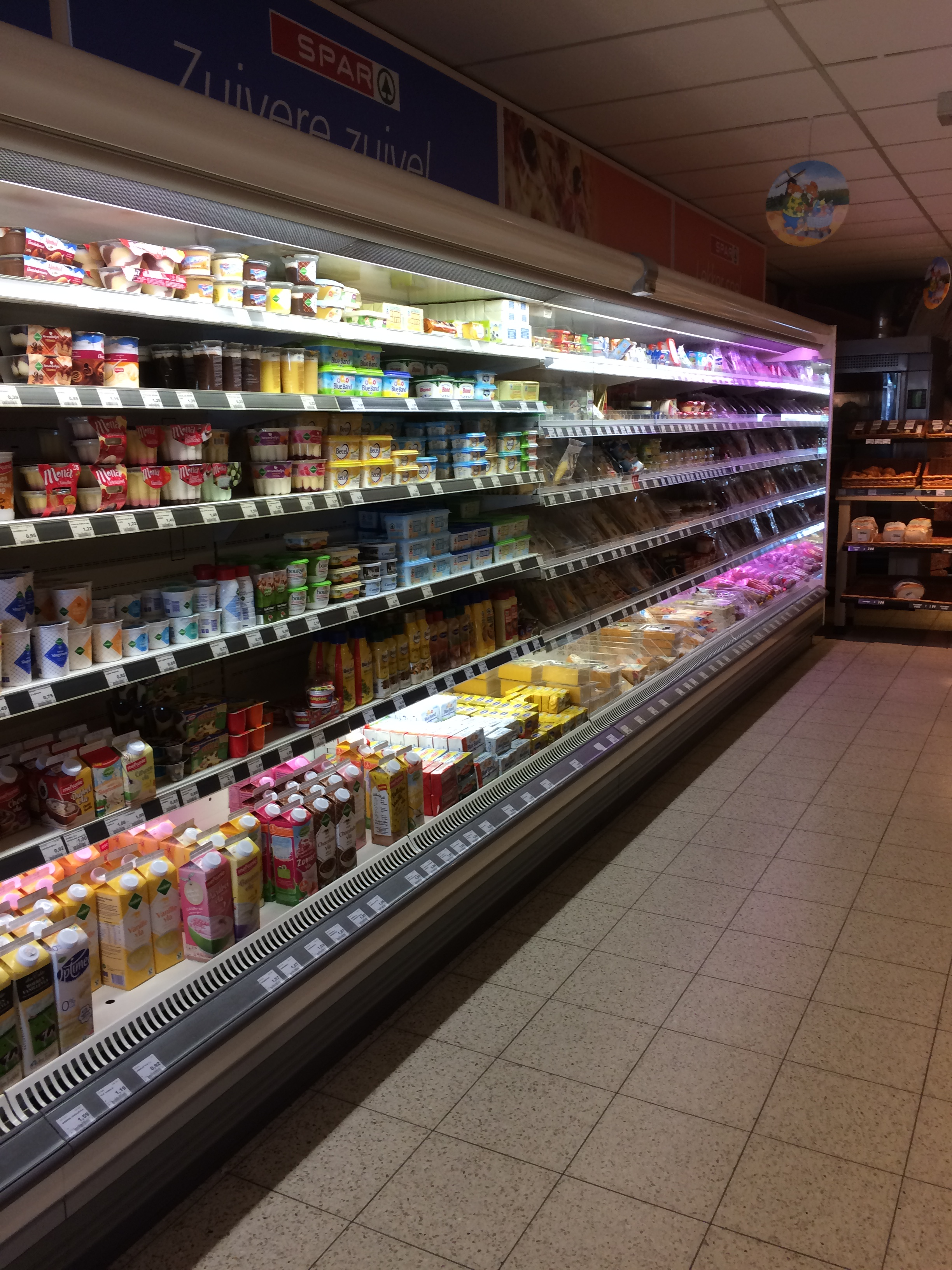
Älteres großes Kühlregal (noch ohne Glastüren) in einem Supermarkt, 2015

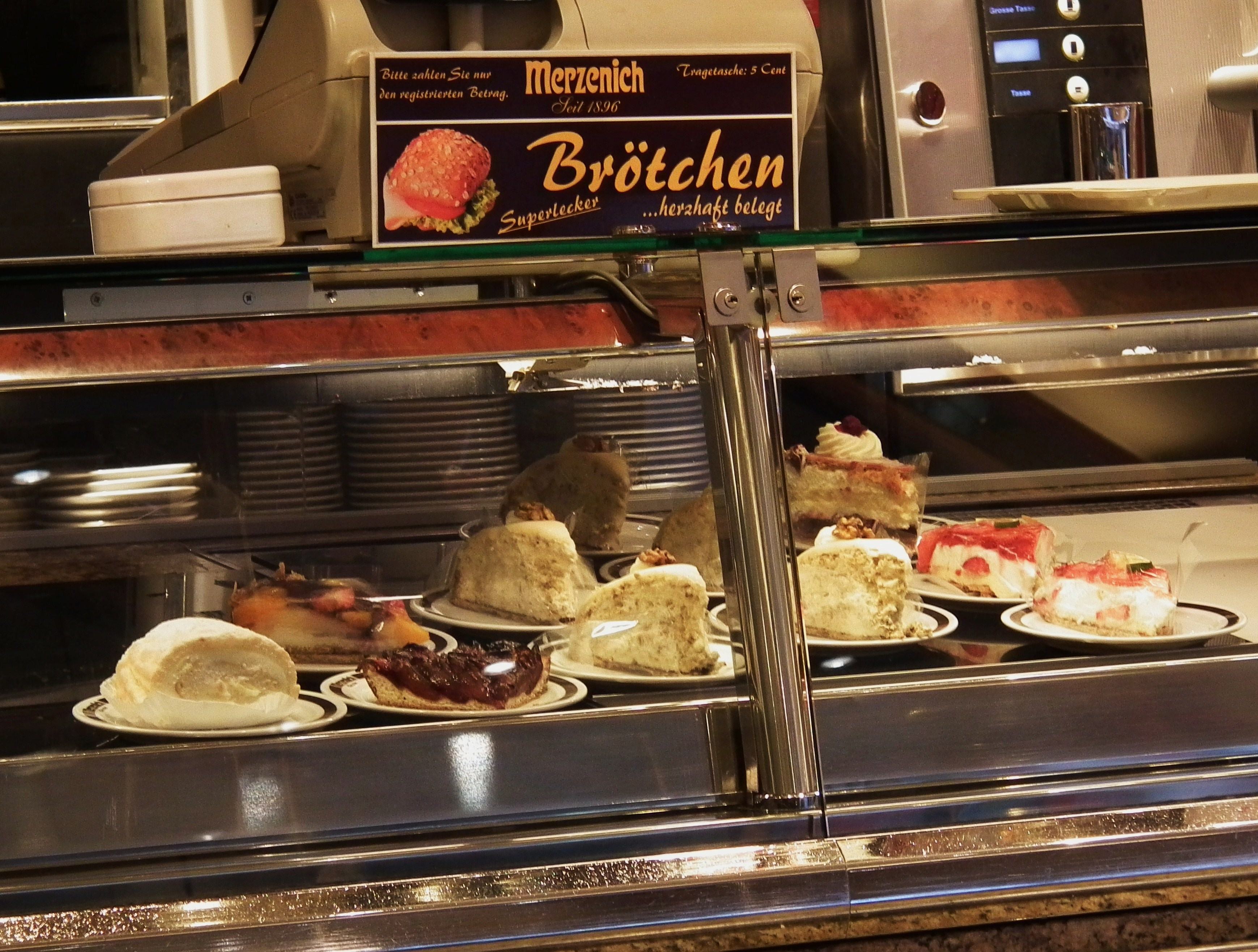
Kuchen- und Torten-Stücke in einer Kühltheke einer Bäckerei in Köln-Mülheim, 2011

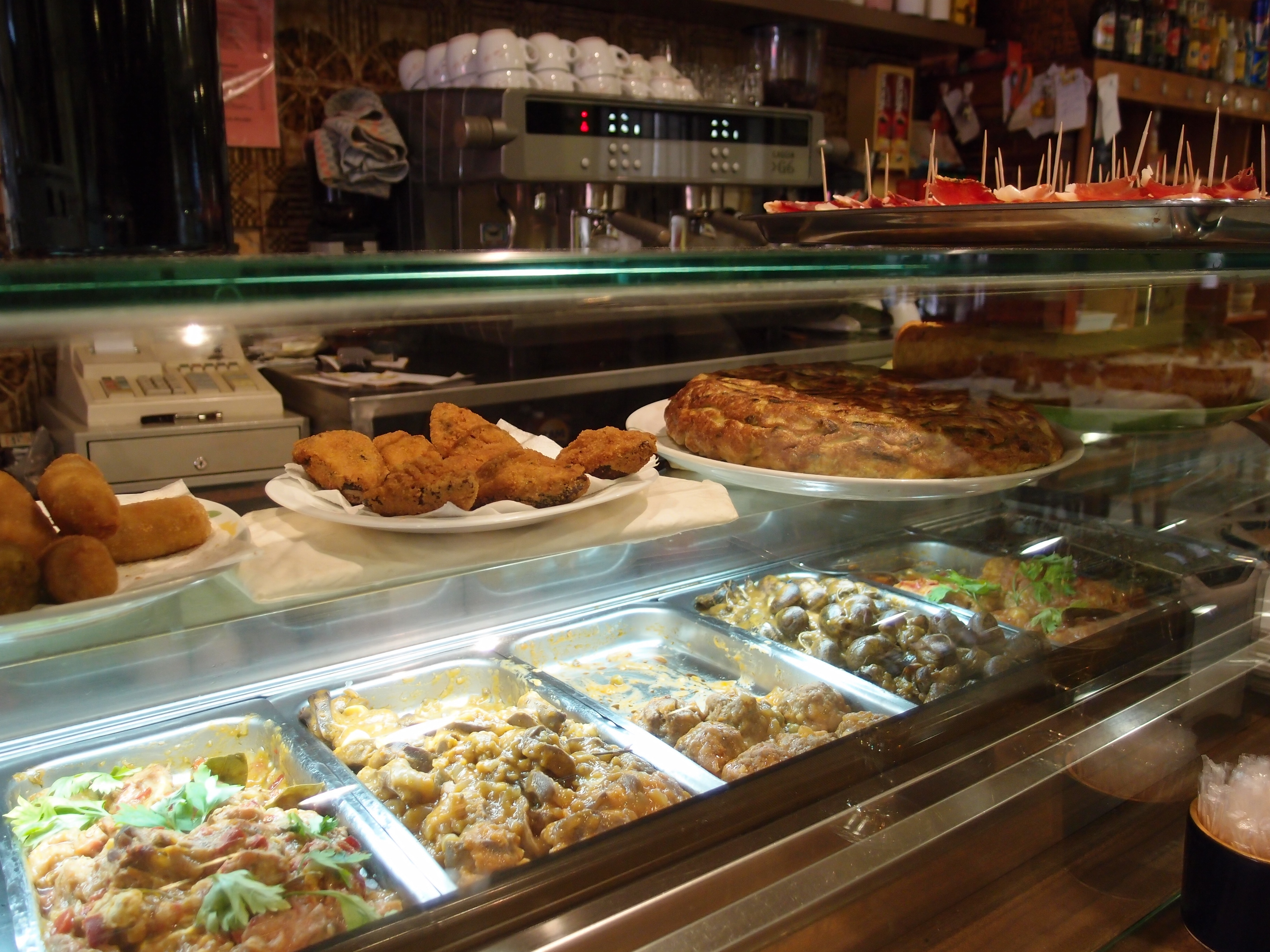
Kühltheke in einer Tapasbar in Spanien, 2013

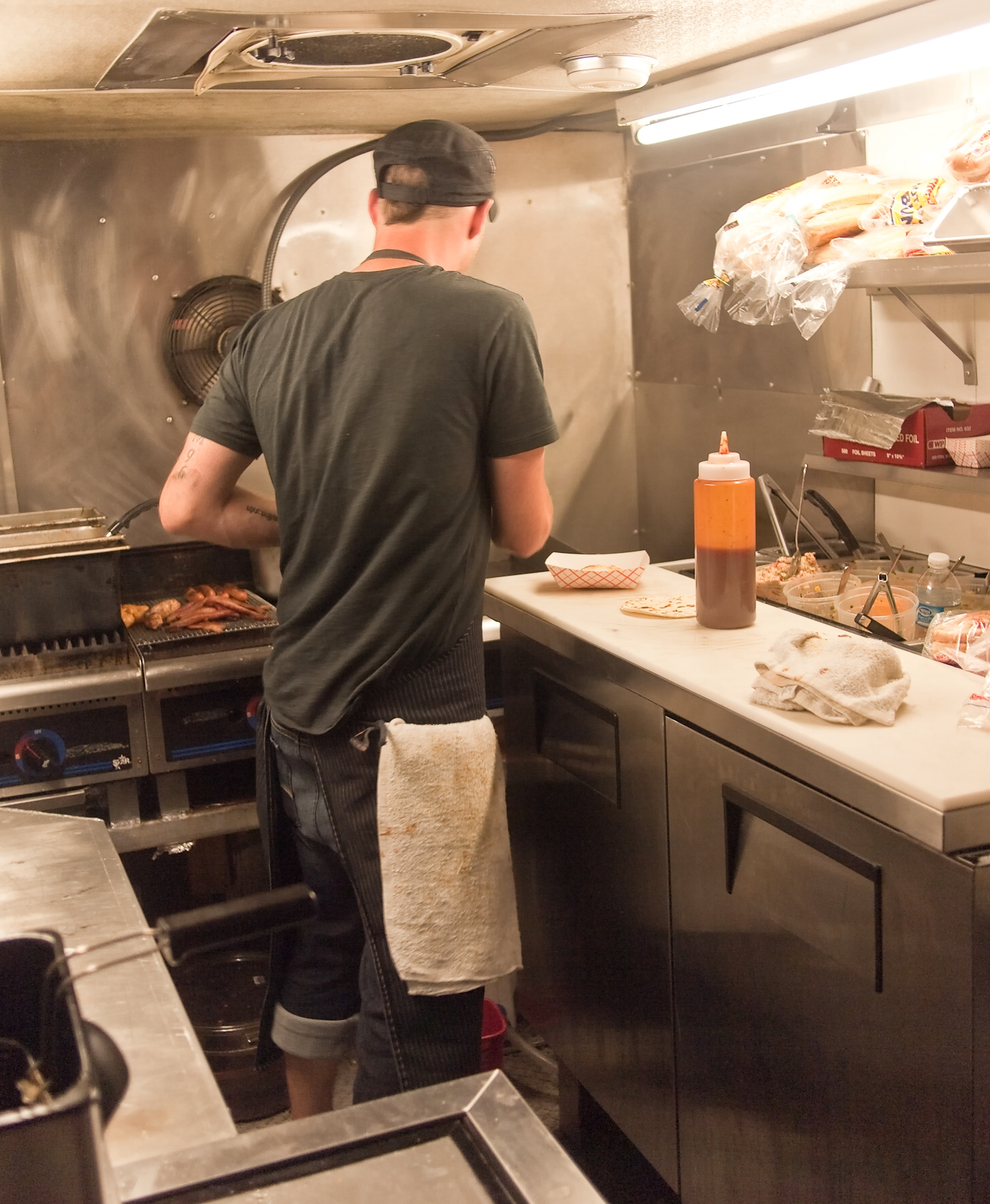
Handelsübliche Saladette mit einer Abstell- und Arbeitsfläche aus Polyethylen, hier in einem Imbisswagen in Cleveland, USA

Gefrierschränke und -truhen funktionieren nach demselben Prinzip wie ein Kühlschrank, kühlen jedoch mit einer Innentemperatur von −18 °C und kälter, wodurch die langfristige Lagerung von gefrorenen Lebensmitteln möglich ist. Mit 4-Sterne-Gefrierschränken können Lebensmittel auch eingefroren werden. Viele Geräte besitzen zudem einen Schalter zum Schnellgefrieren (der sich entweder selbsttätig zurückstellt oder zurückgestellt werden muss), der den Kompressor dauerhaft einschaltet. Auf diese Weise wird das Gefriergut weit unter −18 °C gekühlt, so dass größere Mengen eingefroren werden können, ohne dass bereits eingelagertes Gefriergut antaut. Vielfach sind die Geräte auch mit einem separaten Schnellgefrierfach ausgestattet (es befindet sich meist oben und ist mit einer separaten Klappe versehen, während die anderen Gefrierfächer wie eine Schublade funktionieren).
Gefriertruhen eignen sich zur Aufbewahrung von Gefriergut in größeren Stücken (z. B. unzerteiltes Fleisch). Durch ihre Form (kalte Luft sinkt nach unten, daher entweicht beim Öffnen des Deckels weniger davon als beim Öffnen der Tür eines Gefrierschranks) ist ihr Energieverbrauch geringer; vor allem dort, wo der Deckel häufig geöffnet wird, etwa in Supermärkten, macht sich das positiv bemerkbar. Im Haushalt gilt aber als Nachteil, dass der Inhalt übereinander liegt und daher nicht so übersichtlich angeordnet ist wie in einem Gefrierschrank. Beim Abtauen oder der Reinigung sammelt sich zudem das anfallende Wasser auf dem Boden der Kühltruhe und lässt sich nicht so leicht entfernen. Manche Kühltruhen verfügen daher über einen verschließbaren Ablauf oder über eine herausnehmbare Schale zum Auffangen des Wassers.
Gefriertruhen sind vor allem in ländlichen Haushalten verbreitet, wo bei Hausschlachtungen größere Fleischteile versorgt werden müssen. Jäger verwenden sie zur Lagerung von Wild.
In den 1950er Jahren wurden vor allem in Dörfern Gefriergemeinschaften gegründet, um auch solchen Haushalten die Möglichkeit zum Tiefkühlen zu bieten, die sich die Ausgabe für eine damals sehr teure Gefriertruhe nicht leisten konnten oder wollten.
Für die Lagerung empfindlicher biologischer Proben wie Desoxyribonukleinsäure (DNA) werden Ultratiefkühlschränke verwendet.

### Kühlregal
In Supermärkten werden spezielle offene Kühlgeräte verwendet, um Lebensmittel, die einer dauerhaften Kühlung bedürfen, für Kunden leicht zugänglich aufzubewahren. Da hier, anders als bei geschlossenen Kühlgeräten, ein ständiger Austausch mit der wärmeren Umgebungsluft stattfindet, ist der Energieverbrauch deutlich höher.
Tiefkühltruhen mit Zugang von oben wurden in der Vergangenheit über Nacht mit einfachen Plastikdeckeln abgedeckt, seit etwa dem Jahre 2005 sind Schiebedeckel aus Isolierglas (Zweischeiben, metallbedampft) üblich.
Tiefkühlvitrinen mit Zugriff von vorne (erhöhen den Warenumsatz pro Fläche) haben selbstschließende Isolierglastüren mit Offenhalter und Scheibenheizung gegen Kondenswasser. Hinweisschilder wie „Auswählen – dann erst öffnen“ sollen die Erwärmung gering halten.
An der Vorderseite von Kühlregalen ohne Türen fließt ständig ein kalter Luftstrom nach unten, der dort aufgefangen, gekühlt und oben schleichend wieder ausgeblasen wird. Nachts werden sie mit aluminisierten Vorhängen aus Schaumkunststoff verschlossen.
Während früher die Abwärme dieser Kältemaschinen an jedem Kühlgerät in den Geschäftsraum abgegeben wurde, wird die Abwärme in neueren Geschäftslokalen per isoliertem Kältemittelrohrkreis in eine Energiezentrale geleitet, die der Klimatisierung (Heizung, Kühlung, Lüftung) der Räume und der Warmwasserbereitung dient.

### Kühltheke
In Kühltheken werden z. B. in Konditoreien, Käseläden, Metzgereien und Supermärkten Waren hinter einer Glasfront, für den Kunden sichtbar ausgestellt.

### Saladette
In Saladettes werden vorbereitete Speisen und Zutaten in Großküchen und Cateringunternehmen aufbewahrt.

### Ultratiefkühlschrank

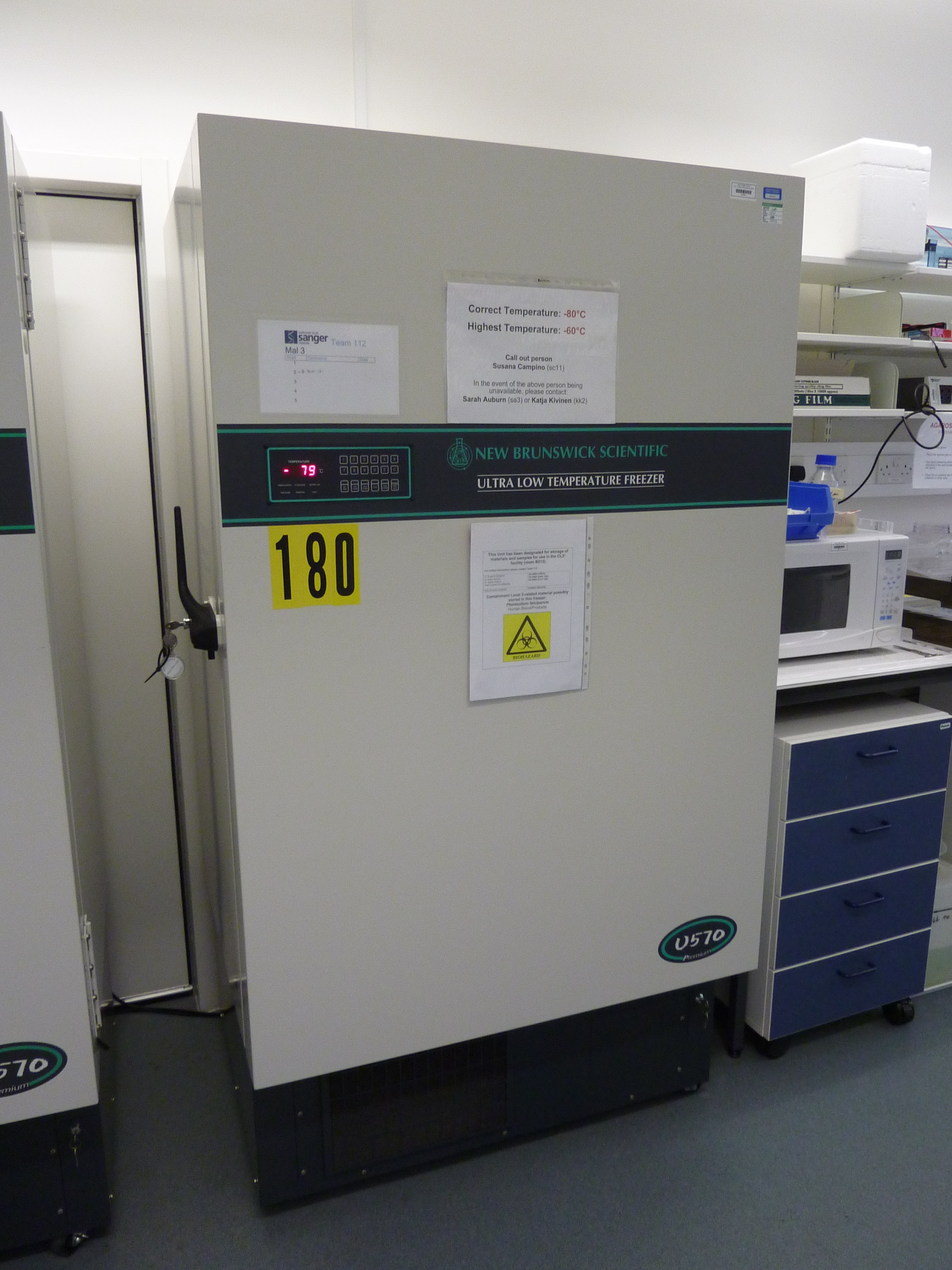
Ultratiefkühlschrank

Ein Ultratiefkühlschrank (englisch Ultra-Low-Temperature Freezer) (ULT) wird zur Langzeitlagerung kritischer biologischer Proben wie Desoxyribonukleinsäure (DNA), Ribonukleinsäure (RNA), Proteine, Impfstoffe, Zellextrakte oder Reagenzien in molekularbiologischen oder Life-Science-Laboren verwendet. Diese Proben müssen bei extrem niedrigen Temperaturen von −80 °C bis −85 °C gelagert werden, um das Risiko einer Beschädigung der Inhaltsstoffe zu vermeiden.

## Probleme

### Umweltprobleme
Im Haushalt eingesetzte Kühlschränke arbeiten nach dem Kompressor-Prinzip. Die dort als Kältemittel lange Zeit verwendeten FCKW-haltigen Kältemittel sind ökologisch sehr bedenklich, da sie stark ozonabbauend wirken und durch die Absorption der Infrarotstrahlung den Treibhauseffekt bewirken. Darüber hinaus wurden die in der Isolierung verwendeten Schaumstoffe ebenfalls mit FCKW aufgeschäumt. Da die FCKW jedoch erst bei Verschrottung des Kühlschranks frei werden, sollten die betreffenden Kühlschränke nicht aus diesem Grund vorzeitig ersetzt werden. Beim Schäumungsmittel ist man in den 1990er Jahren z. B. auf Pentan umgestiegen. In Kühlgeräten wurden Mitte der 1990er Jahre vorübergehend fluorierte Kohlenwasserstoffe, im Wesentlichen R134a, eingesetzt, bis sich um das Jahr 2000 die Kohlenwasserstoffe Propan R290 und Isobutan R600a als natürliche Kältemittel für Haushaltskühlschränke durchgesetzt haben. Die Masse des Kältemittels in diesen Geräten beträgt 60 Gramm bis 80 Gramm. Die Verwendung der explosionsfähigen Kohlenwasserstoffe bis zu einer Füllmenge von 150 Gramm in hermetisch geschlossenen Kältemittelkreisläufen für Kühlschränke ohne weitergehende Explosionsschutzmaßnahmen wurde als akzeptabel eingestuft und entspricht dem Stand der Technik.
Das Wiederauffüllen von Kühlschränken oder Klimaanlagen mit ursprünglich FCKW-haltigen Kältemitteln ist verboten bzw. nur noch mit passenden FCKW-freien Ersatzkältemitteln zulässig. Aus wirtschaftlichen Gründen ist ein Austausch des Kältemittels nicht sinnvoll, da andere Kältemaschinenöle eingesetzt werden, ggf. andere Dichtungswerkstoffe verwendet werden müssen und Leistungseinbußen möglich sind. Seit 1. Januar 2015 ist auch der Einsatz von Kältemitteln aus Fluor-Kohlenwasserstoffen (FKW) in Haushaltskühlschränken verboten. Heute wird weltweit in mehr als 700 Millionen heimischen Kühlschränken R600a verwendet.
Zum Erreichen der notwendigen Temperaturen bzw. Temperaturstabilität bei gewerblich genützten steckerfertigen Kühlschränken in der Gastronomie oder in Labors sind die Leistungsanforderungen an Kühlgeräte wesentlich höher als im Haushaltsbereich. Daher wurden bis 2022 weiterhin die seit den 80er Jahren bekannten Fluor-Kohlenwasserstoffe (FKW) als Kältemittel verwendet. Im Gegensatz zu den bis zu diesem Zeitpunkt eingesetzten Fluorchlor-Kohlenwasserstoffen (FCKW) waren die FKW-Kältemittel ungefährlich für die Ozonschicht und wurden deshalb forciert, um den Ozonabbau zu stoppen. Sie haben jedoch als Nachteil ein hohes Treibhauspotential (GWP). Deshalb wurden nun mit der revidierten F-Gas Verordnung (EU) 517/2014 auch FKW verboten. Ab 1. Januar 2022 dürfen in der EU nur noch Geräte mit Kältemitteln mit einem GWP unter 150 verkauft werden. Das heißt Geräte mit konventionellen, umweltschädlichen Kältemitteln dürfen nicht mehr in Verkehr gebracht werden – R134a, R404a, R452a, R507a.
Seit einigen Jahren werden nun in allen Einsatzbereichen von Kühlschränken „natürliche Kältemittel“, das sind nicht halogenierte Kohlenwasserstoffe, eingesetzt, meist Isobutan (R600a), sowie Propan (R290), Ethan (R170) oder CO2 (R744).
„Natürliche Kältemittel“ enthalten weder Chlor noch Fluor und haben nur ein sehr geringes Treibhauspotenzial z. B.:
- R744/CO2 (GWP 1),
- R290 (GWP 3),
- R600a (GWP 3) und
- R170 (GWP 6).

Da sie eine hervorragende Leistung haben, sind diese Kältemittel bei Kühl- und Gefriergeräten seit Anfang 2020 meist Standard.

### Gesundheitsrisiken
Nach einer Untersuchung von Jean-Pierre Hugot vom Pariser Hôpital Robert-Debré könnte es sein, dass die klimatischen Verhältnisse innerhalb eines Kühlschranks die Verbreitung bestimmter kälteliebender Mikroben wie Yersinien und Listerien begünstigen. Diese Mikroorganismen sind möglicherweise Verursacher des Morbus Crohn (Krankheit des Verdauungssystems).
Dem Bundesinstitut für Risikobewertung zufolge sind die von vielen Herstellern verwendeten antibakteriellen Silberbeschichtungen in Kühlschränken überflüssig. Eine mögliche Folge der Verwendung antibakterieller Silberbeschichtungen ist die Übertragung von Silberteilchen in Nahrungsmittel. Silber hemmt das Bakterienwachstum, ist jedoch für den menschlichen Organismus weitgehend unbedenklich, daher (neben Gold und Aluminium) auch als Lebensmittelfarbe zugelassen und hat entsprechend auch eine E-Nummer.

### Reparaturen

Schaltung für Einphasen-Asynchronmotor mit Anlassvorrichtung

Bauteile wie beispielsweise der Kompressor, die Anlassvorrichtung des Kompressors und der Thermostat sind höheren Beanspruchungen ausgesetzt. Während der Austausch eines Thermostaten von fast jedem Elektrobetrieb durchgeführt werden kann, muss man sich bei einem beschädigten Kompressor in der Regel an den Reparaturdienst des Geräteherstellers oder aber an einen Fachbetrieb für Kältetechnik wenden. Der Austausch eines Kompressors kann so teuer sein, dass ein Wechsel des gesamten Kühlgerätes wirtschaftlicher sein dürfte, da nicht nur der Kompressor, sondern auch die gesamte Kältemittelfüllung ersetzt werden muss. Die Anlassvorrichtung ist hohen Strömen und hohen Temperaturunterschieden ausgesetzt. Bei kunden- und umweltfreundlich konstruierten Kühlgeräten kann sie getrennt vom Kompressor ausgetauscht werden.
Wurde eine Kühlfläche aus Aluminium, meist hergestellt durch Roll-bonding und Aufblasen – etwa durch ungeeignetes Nachhelfen beim Abtauen durch Kratzen oder Stoßen – perforiert, lohnt sich eine Reparatur kaum. Es gibt zwar ein Klebeverfahren, es ist jedoch aufwändig, und der Kältekreislauf muss zusätzlich in einer Fachwerkstatt auf Dichtheit geprüft und wiederbefüllt werden. Die zu klebende Stelle ist nur von außen zugänglich, während der Druck von innen wirkt. Eine Klebung wird durch Feuchtigkeit und häufige starke Temperaturwechsel hoch beansprucht. Einfacher zu reparieren erscheint der Bruch eines Rohrs zum Verdampfer hinten. Kupferrohr kann gut gelötet werden.

### Einschalten
Wird ein Kompressorkühlschrank ausgeschaltet, kann der Kompressor gegen den noch im Verflüssiger vorhandenen Druck nicht sofort wieder anlaufen. Erst nach einiger Zeit (ein bis zwei Minuten) gleicht sich der Druck durch die Drossel und den Kondensator aus, und der Anlauf ist wieder möglich. Die im Kühlschrank eingebaute Regelung beachtet diese Wartezeit automatisch. Wird jedoch im laufenden Betrieb der Stecker gezogen, so sollte er erst nach einigen Minuten wieder eingesteckt werden, um den Kompressorantrieb nicht unnötig zu überlasten. Wird der Stecker dennoch sofort wieder eingesteckt, wird nach erfolglosen Startversuchen durch einen (selbstrückstellenden) Motorschutzschalter eine Wartezeit verursacht.

### Transport und Lagerung
Wurde ein für stehenden Betrieb ausgelegter Kompressorkühlschrank längere Zeit liegend transportiert, kann sich Schmiermittel aus dem Kompressor in den Kühlkreislauf verlagert haben. In diesem Fall sollte der Kühlschrank erst ca. vier bis zwölf Stunden (je nach Herstellerangabe) in seiner normalen Lage stehen, bevor er wieder in Betrieb genommen wird. Dadurch wird dem Schmiermittel genügend Zeit gegeben, in den Kompressor zurückzufließen.
Wird ein gebrauchter Kühlschrank vorübergehend außer Betrieb gesetzt, sollte zur Vermeidung von Schimmelpilzbildung die Kühlschranktür geöffnet bleiben.
Durch das enthaltene Kältemittel fallen Kühlmaschinen (incl. Kühlaggregat) unter die UN-Nummer 3358. Die Sondervorschrift 291 befreit jedoch vom Europäischen Übereinkommen über die internationale Beförderung gefährlicher Güter auf der Straße (englisch: Agreement concerning the International Carriage of Dangerous Goods by Road, ADR), solange weniger als 12 kg Gas enthalten ist. Wenn ein nicht entzündbares Gas enthalten ist, gilt UN-Nummer 2857. Auch hier gibt es eine Sondervorschrift 119, die bis 12 l bzw. kg Gasinhalt in diesen Kältemaschinen die Anwendung des ADR nicht erforderlich macht. Im Haushaltskühlschrank ist die Füllmenge an brennbarem Kältemittel auf maximal 0,15 kg gesetzlich festgelegt.

### Einsperr-Falle für Kinder
Kühlschränke hatten ursprünglich einen einschnappenden Schließmechanismus, der von innen nicht geöffnet werden konnte. Ausrangierte Kühlschränke wurden damals vom Handel nicht zurückgenommen, sondern anderweitig entsorgt oder abgestellt. Wenn die Fächer entnommen waren, konnten sich ein oder zwei kleine Kinder darin verstecken. Wurde die Tür zugezogen oder fiel die Tür eines zumindest schräg liegenden Schranks zu, war das Kind akustisch und von der Luftzufuhr abgeschlossen. Nicht selten kam es dabei zu tödlichen Unfällen. Aus diesem Grund wurde in den USA Mitte der 1950er Jahre der Refrigerator Safety Act erlassen. Daraufhin wurden die Kühlschränke mit nur magnetisch schließenden Gummihohlwulstdichtungen ausgestattet, die mit relativ geringer Kraft aufgedrückt werden können.

### Betrieb am Sabbat
Da durch das Öffnen der Kühlschranktür das Licht eingeschaltet und ggf. der Kühlschrankbetrieb auf eine offene Tür eingestellt wird, dürfen orthodoxe Juden am Sabbat bei strenger Auslegung ihrer Glaubensregeln den Kühlschrank nicht nutzen. In diesem Fall kann der Türschalter mechanisch blockiert oder der Kühlschrank per Schalter zuvor in einen Sabbat-Modus versetzt werden, der alle Aktionen durch Öffnung der Tür abschaltet.